# Angkor
Angkor è il sito archeologico più importante della Cambogia e uno dei più importanti del Sud-est asiatico. Nel periodo compreso fra il IX ed il XV secolo ospitò la capitale dell'Impero Khmer, di cui fu il centro religioso e politico.
Il sito occupa parte della vasta pianura alluvionale compresa tra il grande lago Tonlé Sap e il gruppo montuoso del Phnom Kulen. La città di Siem Reap, sviluppatasi a partire dagli anni venti parallelamente all'aumento del flusso turistico, è il punto principale di accesso.
La maggioranza dei templi più noti e visitati è concentrata in un'area di circa 15 km per 6,5 km a nord di Siem Reap ma l'area totale definibile come Angkor è molto più vasta. Il "parco archeologico di Angkor", istituito per decreto reale nel 1994, si estende su 400 km² e comprende siti come Kbal Spean, distante 40 km dalla zona centrale.
Studi recenti del "Greater Angkor Project" hanno confermato l'esistenza passata di una vasta conurbazione a bassa densità, intervallata da campi di riso ed ampia più di 400 km², con una popolazione di diverse centinaia di migliaia di abitanti. Secondo tali stime Angkor fu perciò il più vasto sito abitato in epoca pre-industriale.
Le costruzioni principali sono circa un'ottantina, ma in totale nell'area vi sono centinaia di templi induisti e buddisti, per quanto di molti esistano solo tracce o rovine costituite da modeste pile di mattoni. Quelli più visitati sono stati ripuliti dalla vegetazione e in larga misura ricostruiti secondo il metodo dell'anastilosi nel periodo della dominazione coloniale francese, in particolare dal primo dopoguerra in avanti. Il tempio più conosciuto è il famoso Angkor Wat, considerato il più vasto edificio religioso del mondo, la cui effigie stilizzata compare nella bandiera cambogiana.
I monumenti visibili hanno tutti carattere religioso perché gli edifici comuni, compresa la residenza reale, erano costruiti in materiali deperibili quali il legno e ne sono sopravvissuti solo pochi resti.

## Il termineAngkor

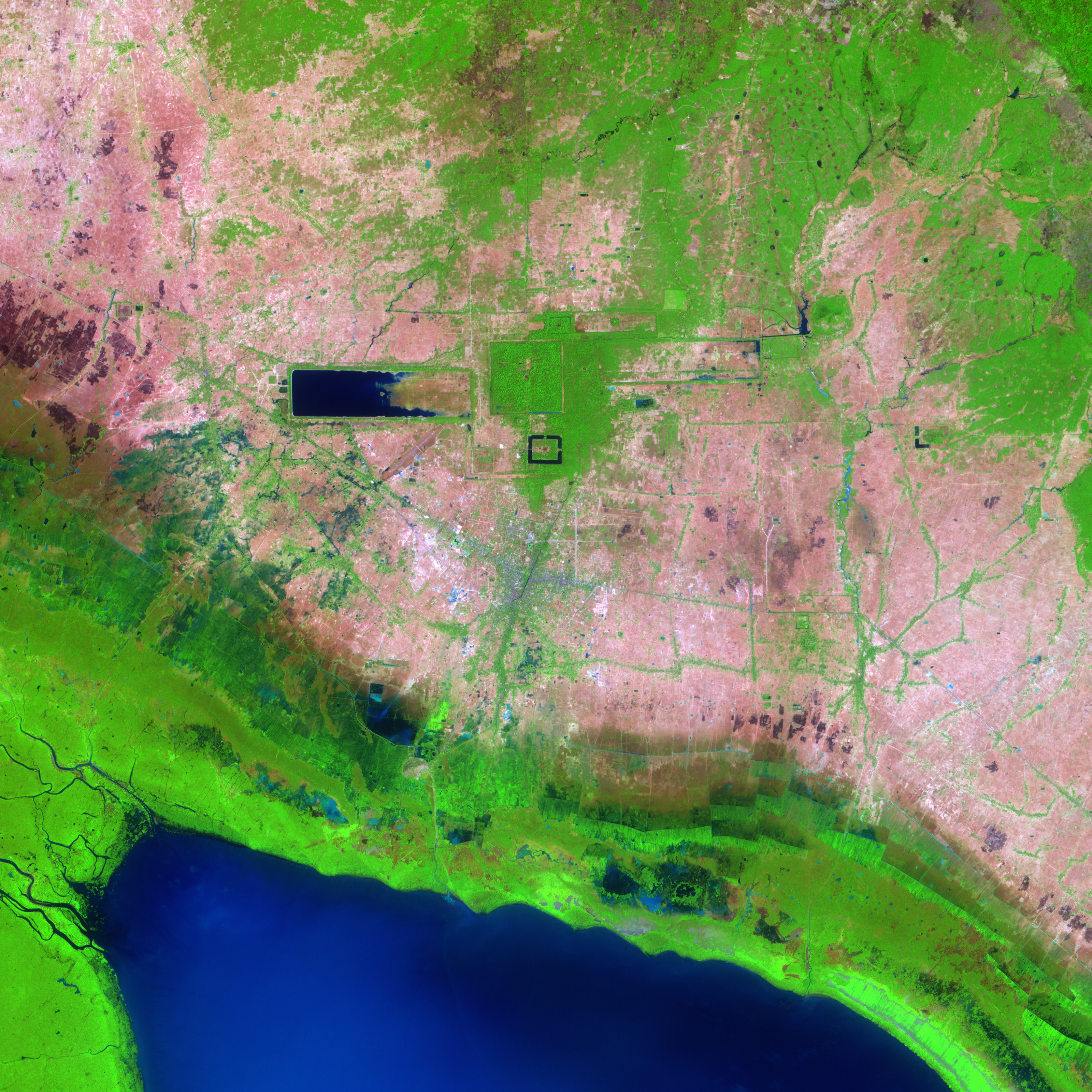
Angkor vista dallo spazio

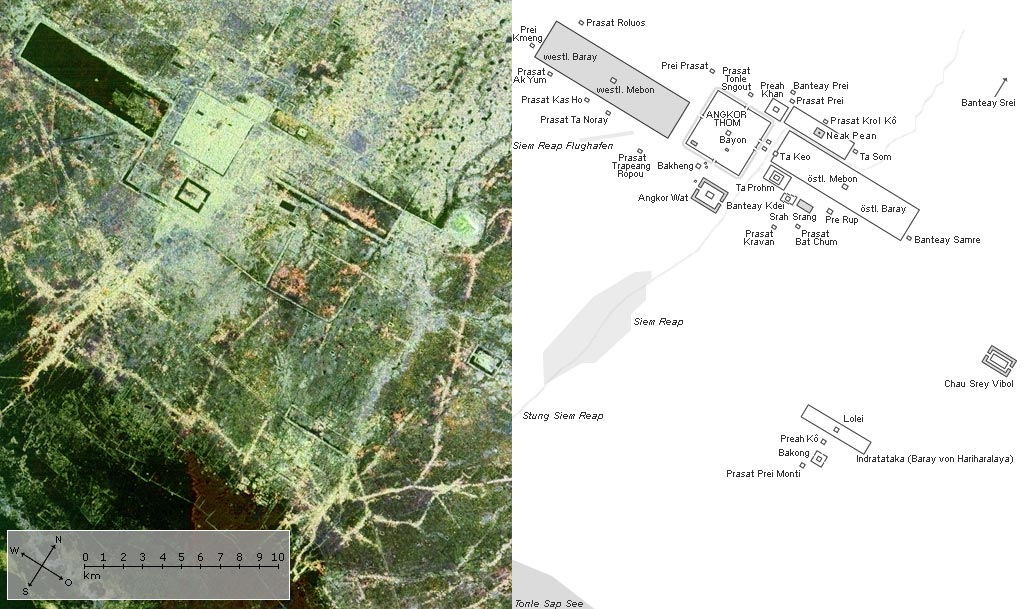
Rilievo satellitare di Angkor e mappa.

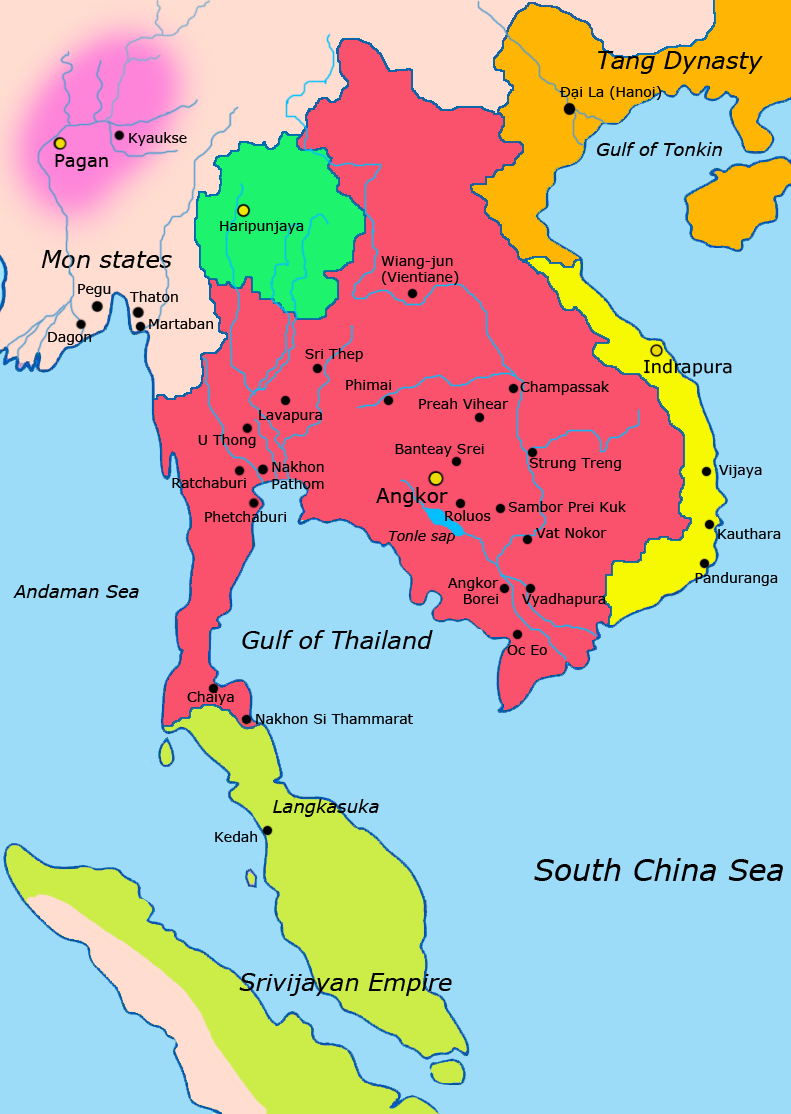
Situazione politica del Sud-est asiatico nel 900, con al centro il territorio grossomodo controllato dall'Impero Khmer.

Il termine con cui viene designato il sito, in special modo il nucleo di costruzioni prossimo al Phnom Bakheng, è di origine relativamente moderna. Entrò infatti in uso dopo il suo abbandono da parte della corte reale e di gran parte degli abitanti in seguito all'invasione thai nel 1431. Deriva dalla pronuncia khmer del sanscrito nagara (नगर in devanagari), "città".
Il nome con cui il nucleo principale delle costruzioni compare nelle iscrizioni khmer su pietra è invece Yaśodharapura. Il nome venne mantenuto nel corso dei secoli, malgrado riedificazioni o spostamenti del suo nucleo principale, costituito da un "tempio di stato". Venne chiamata così anche la sua ultima sua incarnazione, la capitale edificata da Jayavarman VII e cinta da possenti mura di 3 km di lato, oggi chiamata Angkor Thom.
Allo stesso modo il nome moderno dei singoli templi quasi sempre non è correlato al termine con cui erano indicati ai tempi della loro costruzione e dedica alla divinità.

## Storia

### Dalla preistoria all'Impero Khmer
Una presenza umana antichissima in territorio cambogiano, risalente all'Acheuleano, è testimoniata da ciottoli lavorati in quarzo e quarzite rinvenuti in terrazzamenti lungo il Mekong, nelle province di Kratié e Stung Treng, e nella provincia di Kampot.
Nella fase successiva all'ultima glaciazione, con l'ingresso nell'Olocene circa 12 000 anni fa, il livello del mare si alzò di circa 120 metri. Nella zona del sudest asiatico, l'area che via via era stata sommersa (conosciuta come Sundaland) aveva ospitato gruppi di cacciatori-raccoglitori del Paleolitico, che si erano spostati a colonizzare aree come l'Australia, adattandosi ad ambienti assai differenti.
Riguardo alla transizione al Neolitico, sono stati rinvenuti insediamenti stanziali di cacciatori-raccoglitori risalenti alla seconda metà del III millennio a.C., all'epoca costieri (il livello del mare era circa due metri più elevato dell'attuale), che ancora non presentano segni di agricoltura e allevamento nei resti sepolcrali. Un altro sito contemporaneo della Thailandia centrale, Khok Phanom Di, situato ai tempi nell'ambiente ricchissimo di risorse alimentari costituito dalla foresta a mangrovia di un estuario, mostra invece in una delle sue fasi storiche la presenza di soggetti di provenienza esterna che si alimentavano anche con riso.
La fondamentale coltivazione del riso sembra infatti essere stata importata da popolazioni austroasiatiche mon khmer, che attuarono una lenta penetrazione da nord nel terzo millennio a.C. e si mescolarono alla popolazione esistente a costituire il nucleo del popolo khmer. Diversi studiosi attribuivano alla regione del sudest asiatico un primato nella coltivazione del riso e nella forgiatura del bronzo, sebbene le ipotesi più recenti situino la domesticazione del riso nella bassa valle del fiume Azzurro.
Secondo i dati disponibili, si ritiene che il Neolitico in Cambogia ebbe una durata breve. A partire da questo periodo compaiono dei caratteristici terrapieni circolari ("circular earthworks"), scoperti a partire dalla fine degli anni cinquanta nella provincia di Kampong Cham a cavallo del confine vietnamita, la cui funzione è ancora discussa.
Ci sono prove di un'occupazione preistorica di siti successivamente angkoriani, come ad esempio a Non Dua. Anche Phimai riporta tracce di insediamenti preistorici. Ad Angkor la presenza dei templi non ha agevolato la ricerca archeologica preistorica. Il sito di Lovea si trova comunque pochi chilometri a nord-ovest.
La transizione all'età del bronzo è ancora poco conosciuta e non ci sono prove di autorità od organizzazioni che all'epoca si estendessero al di là del singolo villaggio, struttura di base tipica della società pre-angkoriana che tale rimase anche in epoche successive.
L'entrata dell'area nell'età del ferro e l'origine dei processi sociopolitici che portarono alla civiltà angkoriana si stimano avvenuti a partire dal V secolo a.C. A differenza del bronzo (importato dall'Isan, oggi regione thailandese), il ferro veniva estratto e lavorato anche in loco, ma la maggior parte dei siti finora rinvenuti e studiati di quest'epoca sono situati anch'essi in Thailandia, sull'altopiano di Khorat, nelle valli dei fiumi Mun e Chi. Dalle sepolture si evidenzia un aumento della disponibilità alimentare, della ricchezza, del commercio tra le comunità e dell'organizzazione sociale.
Innesco fondamentale sembra essere stato il grande sviluppo del commercio marittimo lungo le rotte che univano India e Cina, caratteristico dell'epoca Han, e l'aumento della popolazione che si ebbe nell'età del ferro. Sulle coste o in zone facilmente raggiungibili da esse, nell'epoca conosciuta come Funan sorsero diversi centri urbani e di produzione artigianale, con magazzini e cinte difensive, come Óc Eo e Angkor Borei.
Tracce evidenti di irrigazione sistematica e creazione di canali di drenaggio, utilizzati probabilmente anche per il trasporto di beni, compaiono nel delta del Mekong. Le regioni dell'interno, compresa quella di Angkor, erano invece meno esposte alle influenze esterne ed assorbirono in ritardo anche innovazioni quali l'utilizzo dei campi allagati nella coltivazione del riso, che ancora nei primi secoli dell'era cristiana era in genere effettuata "a secco", con un basso rendimento. Aree interne come Sambor Prei Kuk mostrano l'esistenza di opere idrauliche, di estensione però minima in confronto a quella che ebbero successivamente ad Angkor. A tale epoca risale un processo che risulta fondamentale per la successiva epoca khmer e Angkor, genericamente indicato come "indianizzazione".
Il passaggio dalla preistoria alla storia nella zona avviene tra il II secolo a.C. e il V secolo d.C., periodo definito "protostorico" perché malgrado manchino fonti scritte locali vi sono riferimenti in fonti esterne, come appunto le cronache cinesi su Funan. Tra il VI e l'VIII secolo d.C. si situa il periodo pre-angkoriano, mentre ai primi decenni del 600 d.C. sono databili le più antiche iscrizioni su pietra in khmer finora ritrovate. Esse appartengono al cosiddetto Regno di Chenla, entità politica autenticamente khmer. È ritenuto più probabile che anziché di un regno unitario si trattasse di un insieme di entità in contrapposizione politica ma accomunate da usi e cultura. Vista anche la distribuzione geografica delle iscrizioni attribuite a regnanti come Bhavavarman e Mahendravarman, si ipotizza originò nel nord della Cambogia, tra Vat Phou (oggi Laos meridionale) e la zona a sud dei monti Dângrêk.
Nelle cronache cinesi è descritto come un regno vassallo di Funan che ne prese il posto. Sembra si sia piuttosto trattato di una serie di centri sovrapposti di potere politico, tra cui Iśanapura e Banteay Prei Nokor. Più che di una frattura violenta tra l'epoca di Funan e quella Chenla viene modernamente ipotizzata una continuità, correlata a uno spostamento verso l'interno di popolazione, attività economiche e poteri, secondo un processo speculare a quanto avverrà sette secoli dopo. A sua volta è ravvisabile una forte continuità politica, religiosa e culturale tra il periodo Chenla e Angkor, benché nel primo risulti mancante il controllo centralizzato sui sistemi irrigativi che appare un aspetto fondamentale di Angkor.

### Dal IX all'XI secolo
Data classica di fondazione dell'Impero Khmer è considerato l'802, allorché Jayavarman II, impegnato in un'opera di riunificazione dei regni Chenla tramite conquiste militari, matrimoni e vassallaggi, si proclamò chakravartin (sovrano universale, letteralmente "re le cui ruote del carro sono inarrestabili") a Mahendraparvata. La cerimonia sacra, officiata da un bramino, era volta a sancire ritualmente l'indipendenza della Kamvujadeśa da chvea (il regno giavanese dei Sailendra secondo Coedes, Champa secondo interpretazioni più tarde o, meno plausibilmente, Srivijaya). Ipotesi generalmente accettata è che tale località sia Phnom Kulen. Già nel 1936 Philippe Stern vi identificò nel Rong Chen il primo "tempio montagna" khmer. Studi recenti, sia a terra che tramite rilievi Lidar, hanno determinato un'estensione inaspettata. Ritenuto fino a pochi anni fa un sito minore, il cui interesse era dovuto primariamente al mito di fondazione, appare aver avuto notevoli dimensioni ed essere stato dotato di opere di gestione delle acque molto simili a quelle di Ankgor, che vennero manutenute almeno fino alla fine dell'XI secolo.

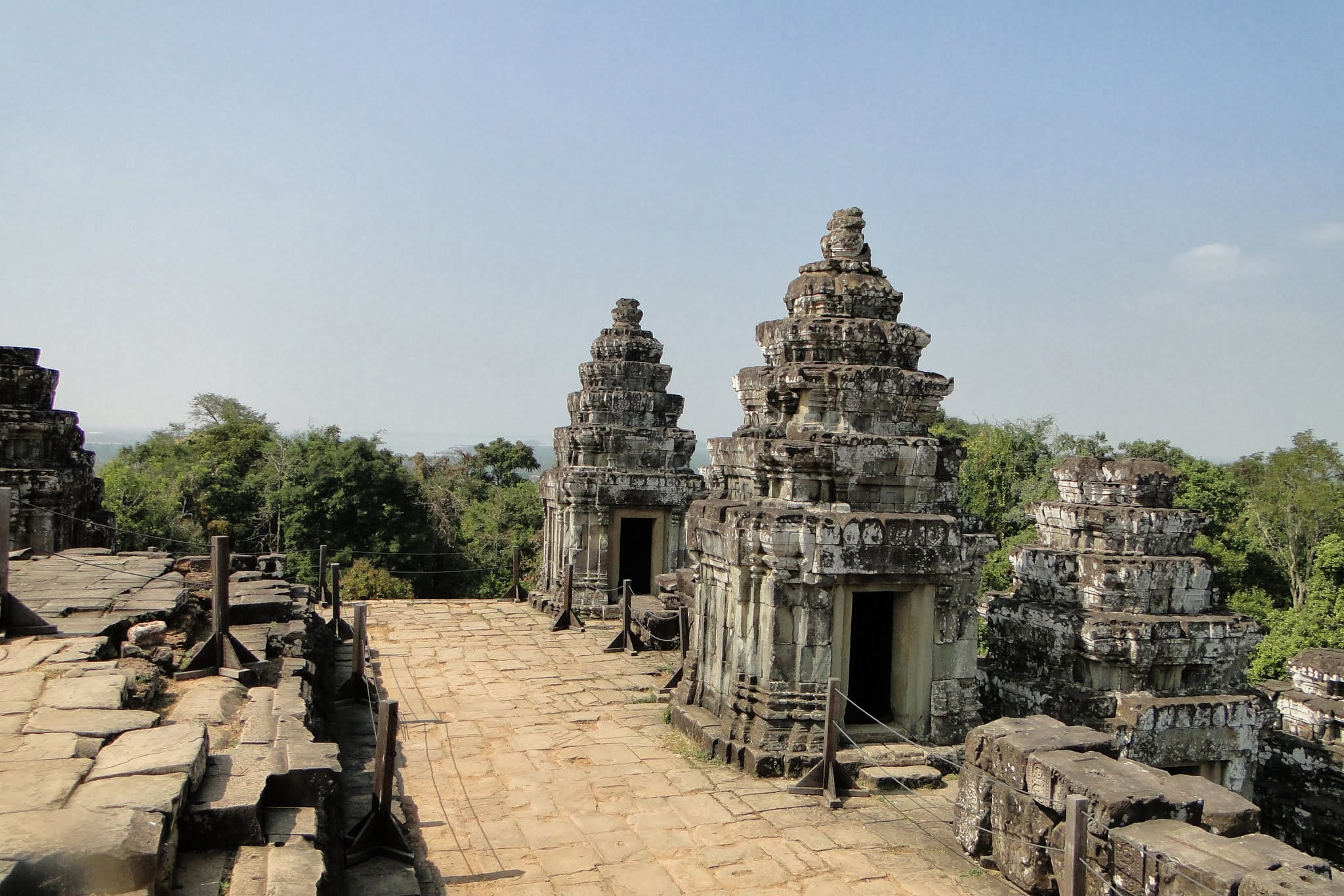
Terrazza superiore del Phnom Bakheng.

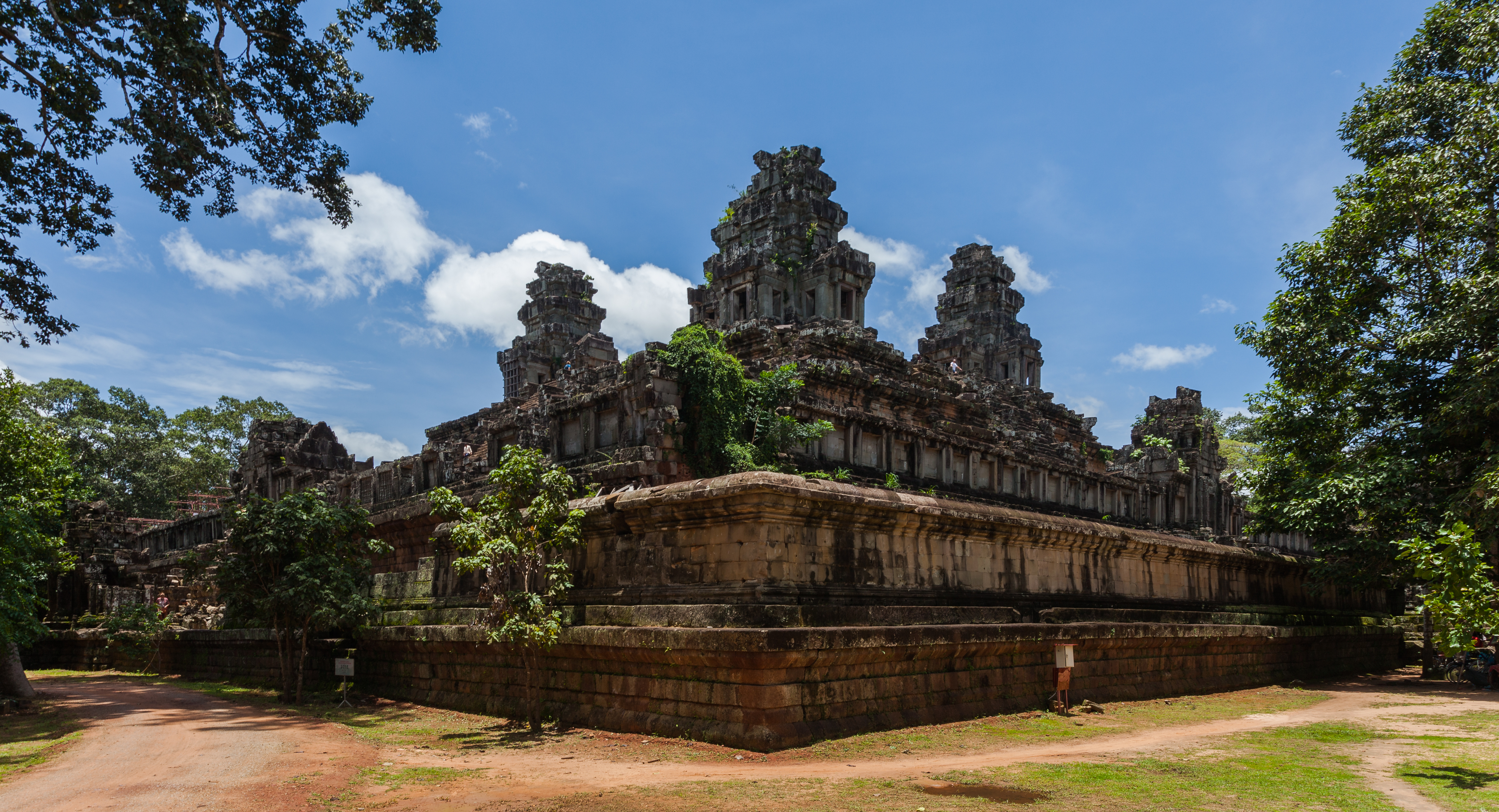
Ta Keo, angolo sud-ovest.

La fonte primaria principale sui primi due secoli dell'era angkoriana e sulla dinastia fondata da Jayavarman è la stele di fondazione di Sdok Kok Thom (classificata come K.235). Essa riporta 340 righe di iscrizioni in sanscrito e khmer antico e risale al 1052 circa.
La conoscenza storica della civiltà angkoriana deriva infatti dall'esame, dall'interpretazione e dal confronto di fonti quali iscrizioni su pietra (in particolare su stele di fondazione di templi), scavi archeologici, resoconti di viaggio e cronache di diplomatici, mercanti e viaggiatori (perlopiù cinesi) e da raffigurazioni in bassorilievo, che illustrano eventi bellici ma anche di vita quotidiana. Nuove metodologie di rilievi dall'alto hanno inoltre permesso negli ultimi decenni di investigare resti di opere idrauliche, infrastrutture ed edifici che dal baso risultavano molto difficilmente individuabili.
Proveniente dal sudest dell'attuale Cambogia, secondo le iscrizioni rinvenute in diversi luoghi Jayavarman II sembra si sia mosso tra diversi città o capitali Chenla della sua epoca, come Indrapura e Vyadhapura. A cavallo del IX secolo si spostò nella pianura attorno al grande lago, che garantiva un surplus alimentare in forma di riso e pesce, nonché fertilità del suolo e disponibilità costante di acqua dolce. Per qualche tempo la sua capitale fu Amarendrapura. La locazione precisa non è conosciuta, ma tra le varie ipotesi (è stata proposta anche la provincia di Battambang) c'è che potesse trovarsi proprio nella zona di Angkor, in prossimità del lato ovest di uno dei due maggiori bacini idrici artificiali del sito (i cosiddetti baray), quello occidentale.
Qui un gruppo di templi in rovina sembrano essere appartenuti a tale epoca, quantomeno nelle loro fondazioni originali, o anche al secolo precedente, come Ak Yum. La sua prima fondazione sembra infatti risalire ai primi anni del VII secolo ed era un sito importante e riportato nelle iscrizioni già ai tempi di Jayavarman I. Finì successivamente semisepolto nella costruzione della diga sud del baray occidentale e fu scavato da George Trouvé nel 1935). Jayavarman finì poi con lo stabilirsi ad Hariharalaya, l'odierna Roluos, a meno di 15 km da Angkor, dove morì nell'834-5 piuttosto che nell'850. Ivi rimase la capitale con i re successivi, per quanto la cronologia tradizionale sia discussa e dei primi due re (Jayavarman II e suo figlio Jayavarman III) non si abbiano iscrizioni contemporanee a testimonianza, ma solo riferimenti posteriori.
Poco dopo la sua ascesa al trono nell'889, a seguito di una lotta violenta per la successione, Yasovarman I spostò la capitale da Hariharalaya ad Angkor, attorno alla collina di Phnom Bakheng, che fece terrazzare e adornò di santuari, creandovi il suo tempio di stato come nucleo della nuova capitale, chiamata da Groslier "Yaśodharapura I". Edificò inoltre il primo grande bacino idrico di Angkor, il baray orientale. Le ragioni di tale spostamento non sono chiare e sono state avanzate diverse ipotesi. Secondo le tesi odierne, il fiume Siem Reap che approvvigiona il grande baray è di natura completamente artificiale piuttosto che la rettificazione di un corso d'acqua esistente, come si riteneva in precedenza. Appare infatti creato con una diversione dal fiume Puok 10 km a nord, contemporaneamente all'erezione dei templi.
La mancanza di una regola chiara di successione diretta da padre a figlio, caratteristica dei regni khmer precedenti, e la complessa rete di relazioni e parentele tra le famiglie nobili erano spesso all'origine di dispute violente tra gli eredi diretti e pretendenti che potevano vantare diritti alla successione. Ciò spiega inoltre l'utilizzo tipico da parte dei nuovi regnanti di genealogie rivisitate a supporto dei propri diritti a regnare, specialmente nel IX e X secolo. Esse sono spesso incoerenti e citano linee regali pre-angkoriane. Ciò ha reso in qualche misura complicata e incerta la ricostruzione cronologica delle successioni.
Uno dei casi più evidenti fu quello di Jayavarman IV. Correlato per parte materna a Yasovarman, alla sua morte si oppose alla successione diretta filiale. Spostatosi circa 70 km a nord-est, vi creò la propria capitale Lingapura, l'odierna Koh Ker, ed estese più tardi il suo dominio all'intero regno. Alla sua morte, dopo qualche anno di conflitto si ebbe il ritorno di Yasodharapura al rango di capitale incontrastata ad opera di Rajendravarman, nipote sia Jayavarman IV che di Yasovarman. Il nuovo sovrano edificò Mebon orientale e Pre Rup, che si ritiene potrebbe aver costituito il fulcro di una nuova città reale situata a sud del baray orientale.. Il suo figlio e successore Jayavarman V fece invece edificare Hemasringagiri ("montagna dalla cima dorata"), l'odierno Ta Keo, considerato il primo tempio khmer completamente in arenaria.

### Dall'XI secolo alla costruzione di Angkor Wat
Da un periodo di guerra civile durato un decennio, attorno all'anno 1010 emerse la figura di Suryavarman I. Secondo la distribuzione geografica delle iscrizioni che lo menzionano sembra provenire da nord o nordest, dove ha esercitato il suo potere prima di regnare ad Angkor. La nuova dinastia vanta nelle iscrizioni un lignaggio antico e correlazioni a stirpi regali Chenla. Viene chiamata "dei re del sole" per la presenza della divinita solare Surya o Uditya/Āditya nel nome dei regnanti. Suryavarman celebrò l'acquisizione del potere con una vasta serie di opere nella capitale e si distinse per l'ampia attività di costruttore nel resto dell'impero. Estese infatti i noti complessi architettonici di Preah Vihear e Vat Phou, nell'odierno Laos. Gli sono inoltre attribuite le opere iniziali del grande complesso di Preah Khan, 100 km a est di Angkor.
Oltre a iniziare i lavori del Baray occidentale, fece costruire un grandioso palazzo reale (in materiali deperibili, per cui restano solo residui delle fondazioni). I resti delle mura perimetrali in laterite racchiudono un'area di 600 per 250 metri.
Fu un'epoca contraddistinta da prosperità e pace interna ma anche da guerre di espansione, che allargarono i confini dell'impero nei territori degli odierni Laos e Thailandia. La tolleranza religiosa esercitata ha fatto supporre Suryavarman I potesse essere buddista, ma in diversi angoli del regno stabilì i propri linga secondo il culto shivaita caratteristico dei suoi predecessori. Il suo successore Udayadityavarman II completò il baray, edificandovi al suo centro il Mebon occidentale, e il grande Baphuon. Costruito su terreno instabile, modificato più volte e già parzialmente crollato in epoca angkoriana, è stato oggetto di un lungo sforzo di ricostruzione e inaugurato nel 2011.
Dopo un ennesimo periodo di dispute, giunse al potere attorno al 1113 Suryavarman II. Inizia così il periodo Mahīdhara, in cui si assistono a diversi cambiamenti. La centralizzazione del potere nella figura reale appare aumentata, viene ripresa una politica militare espansionistica, sia verso nord che verso est, e viene promosso il buddhismo Mahāyāna, inizialmente nella corrente Vajrayana caratteristica di Phimai.

#### Angkor Wat

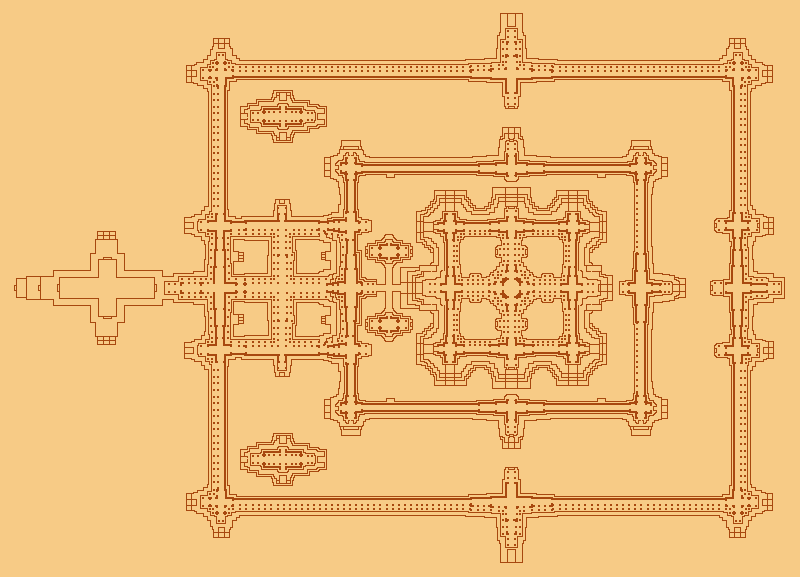
Pianta della struttura centrale di Angkor Wat.

Durante il regno di Suryavarman II viene raggiunta la massima espressione dell'arte classica khmer nella costruzione di Angkor Wat, il tempio più conosciuto di Angkor. Eretto fra il 1113 e il 1150, probabilmente fu terminato dopo la morte del sovrano e forse utilizzato anche come suo mausoleo. A differenza degli altri templi della capitale, dedicati solitamente a Śiva e orientati ad est, è del resto consacrato a Visnù ed orientato verso ovest. Oltre a essere associato al dio, l'ovest è una direzione legata alla morte e ai riti funebri. La recinzione più esterna è un muro rettangolare, alto 4,5 m, lungo 1024 in senso est-ovest e largo 802 nel senso nord-sud. All'esterno una trentina di metri di terreno aperto la dividono dal fossato che la circonda completamente, ampio 190 metri. Angkor Wat ritrae perfettamente la cosmologia Indù: le torri centrali rappresentano il Monte Meru (la casa degli dei), i muri esterni le montagne che racchiudono il mondo e il fossato l'oceano oltre le montagne. Inoltre nelle misure e nei rapporti architettonici sembra presentare numerosi riferimenti astronomici e ai cicli del Sole e della Luna.
La struttura è composta dal vecchio tema architettonico-religioso del tempio-montagna (di cui in zona gli esempi più antichi sono Ak Yum e Bakong) e da quello più recente delle gallerie concentriche. Semplificando, si tratta infatti di una struttura centrale a piramide, con tre livelli concentrici, ognuno dei quali è delimitato da una galleria quadrangolare, con quattro gopura sui lati e quattro torri agli angoli. Il livello più alto presenta la tipica disposizione di cinque torri a quinconce, con la torre centrale ad innalzarsi per 42 metri. Il tempio sorge al centro della zona racchiusa dal fossato, su una terrazza di circa 332 per 258 m. I rimanenti 9/10 dell'area sembrano essere stati occupati da costruzioni civili, disposte a griglia, e dal palazzo reale (secondo la tradizione a nord del tempio). Tale ipotesi, avanzata da Groslier negli anni sessanta, pare infatti confermata dai recenti rilievi Lidar.
L'entrata avviene tradizionalmente da occidente, tramite una strada lastricata sopraelevata che supera il fossato e che in realtà è posteriore di almeno un secolo alla costruzione principale. Lunga 350 metri, è ornata da balaustrate nāga e attraversa il gopura occidentale, largo 230 metri con i resti di tre torri. Il santuario della torre sud contiene una granda statua di Viśnu ad otto braccia che probabilmente veniva venerata nel santuario centrale. La strada è affiancata da due costruzioni caratteristicamente angkoriane, le "biblioteche".
Una terrazza cruciforme precede il grande gopura occidentale di ingresso alla galleria esterna, su cui sono scolpite alcune delle quasi 2000 apsaras che ornano Angkor Wat, compresa l'unica il cui sorriso mostra i denti.
La galleria più esterna ospita dal lato interno i famosi bassorilievi, che con un'estensione di 600 m in lunghezza e 2 in altezza costituiscono il gruppo scultoreo continuo più lungo al mondo. Tre lati su quattro sono occupati da raffigurazioni di origine indiana, come delle scene del Mahābhārata e del Rāmāyaṇa (soggetto originario del Reamker, opera letteraria khmer appartenente all'epoca ben più tarda in cui il buddismo Theravada sarà il culto maggioritario). Sul lato sud vi sono due scene distinte con re Suryavarman II, oltre al giudizio delle anime di Yama, con le raffigurazioni dei paradisi e degli inferni, che riportano scene di grande crudezza.
Il gruppo di soggetto storico, che occupa il semilato di sudovest e lungo 94 m, fornisce dettagli interessanti. Da una parte un'udienza reale di Suryavarman, forse un giuramento di fedeltà, dall'altra una processione militare, nella forma tradizionale descritta da Zhou Daguan. Principi e comandanti, identificati da iscrizioni e la cui importanza è svelata dal numero di parasoli, precedono e seguono il re, scolpito in dimensioni maggiori con 15 parasoli, tutti montati su massicci elefanti da guerra. Verso la fine il principe Jayasimhavarman conduce un reparto della provincia di Lavo; lo segue un corpo di mercenari thai, dall'aspetto selvaggio, armati di lance. Si è anche ipotizzato si tratti di una sorta di marcia funeraria, visto il soggetto dei bassorilievi di sudest.
La sezione meridionale del lato orientale porta invece la grandiosa raffigurazione della zangolatura dell'oceano di latte, lunga 49 metri. Il dettaglio arriva a rappresentare numerose forme di vita marina, reali o mitiche, quali pesci, coccodrilli, tartarughe, draghi e naga. La scena centrale, con il monte Mandara a fare da pilastro per l'operazione, è ricca di dettagli, ma rimasta incompleta attorno alla figura del Visnu centrale. Caratteristica squisitamente khmer è la presenza di Ravana e Hanuman, due personaggi del Rāmāyaṇa assenti nel mito originale.
Anche due dei quattro padiglioni d'angolo, quelli di sudovest e nordovest, sono decorati da bassorilievi.

### Jayavarman VII e Angkor Thom

#### Preah Khan
Alla morte di Suryavarman II seguì un periodo tormentato, caratterizzato da regni di breve durata, conflitti tra fazioni e dispute con i vicini Chăm. La storiografia tradizionale cita una loro invasione a mezzo di barche attraverso il Tonle Sap e il saccheggio di Angkor nel 1177. A ciò sarebbe seguito il ritorno da una sorta di esilio volontario di Jayavarman VII, una lotta di liberazione e la sua acclamazione come re. In realtà appare più realistica l'ipotesi che fazioni khmer e cham fossero alleate tra loro nelle dispute interne successive alla morte di Suryavarman II. La stessa datazione dell'invasione, dovuta a fonti cinesi, appare dubbia.
In ogni caso tradizionalmente si ritiene che Preah Khan (nome moderno che significa "spada sacra") fu costruito da Jayavarman VII sul luogo della sua vittoria finale e dedicato al padre, Dharanindravarman II. La stele di fondazione del tempio (K.908), rinvenuta da Glaize nel 1939, nei suoi 179 versi in sanscrito fornisce un'eulogia reale, alcuni particolari su questo e altri templi e come data di consacrazione il 1191. Si ritiene che il grande tempio, dotato di un baray oggi prosciugato, fu sede reale (anche per la presenza di ingressi ornati da naga, caratteristici di altre sedi reali ma non di templi di dimensioni comparabili, come Ta Prohm) e capitale provvisoria prima del completamento di Angkor Thom. Il sito potrebbe forse essere stato occupato in precedenza dal palazzo reale di Yasovarman II e Tribhuvanadityavarman.

#### Angkor Thom

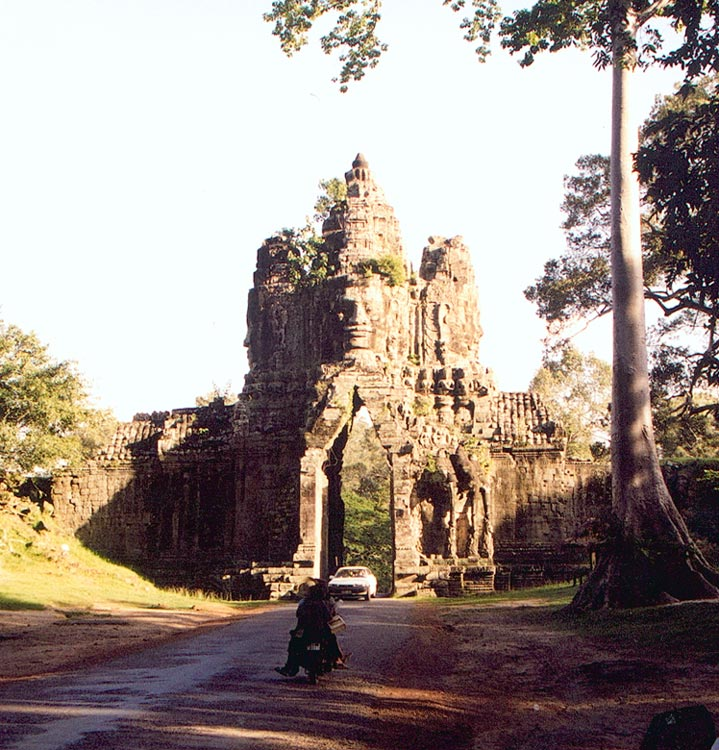
Porta sud di Angkor Thom
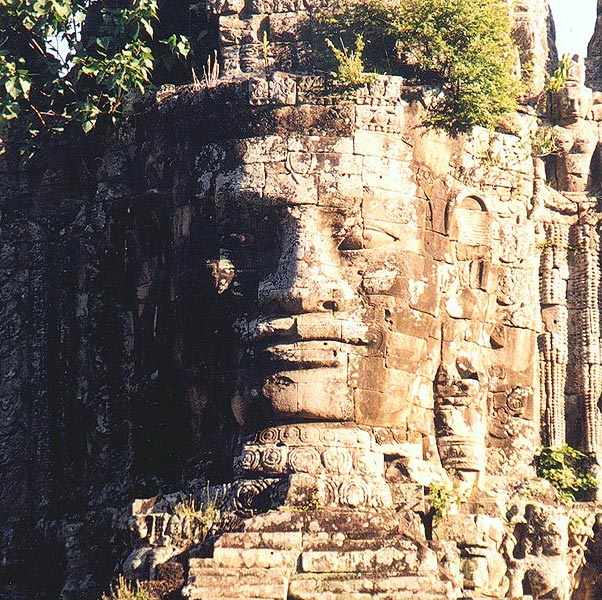
Porta sud, dettaglio
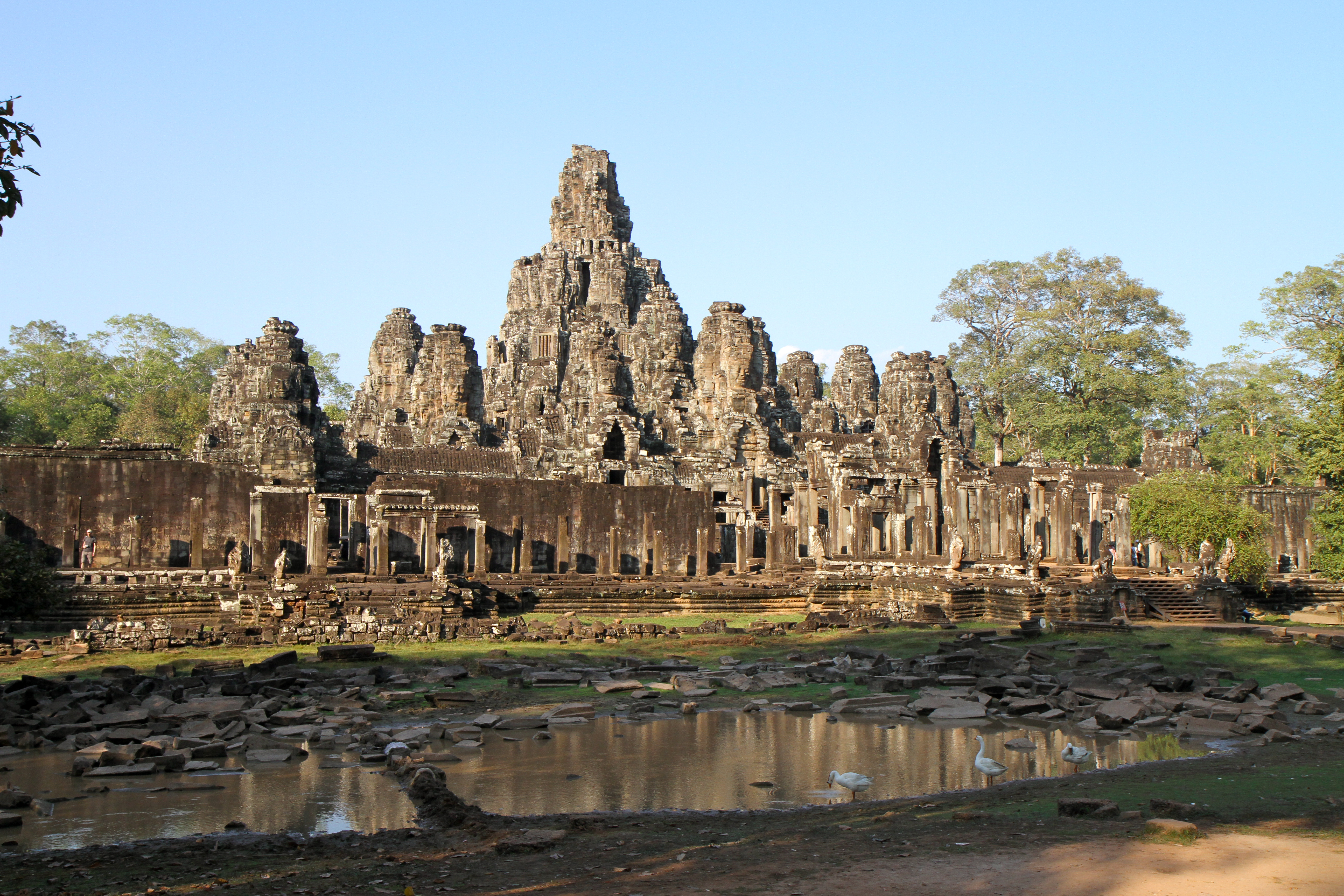
Il Bayon
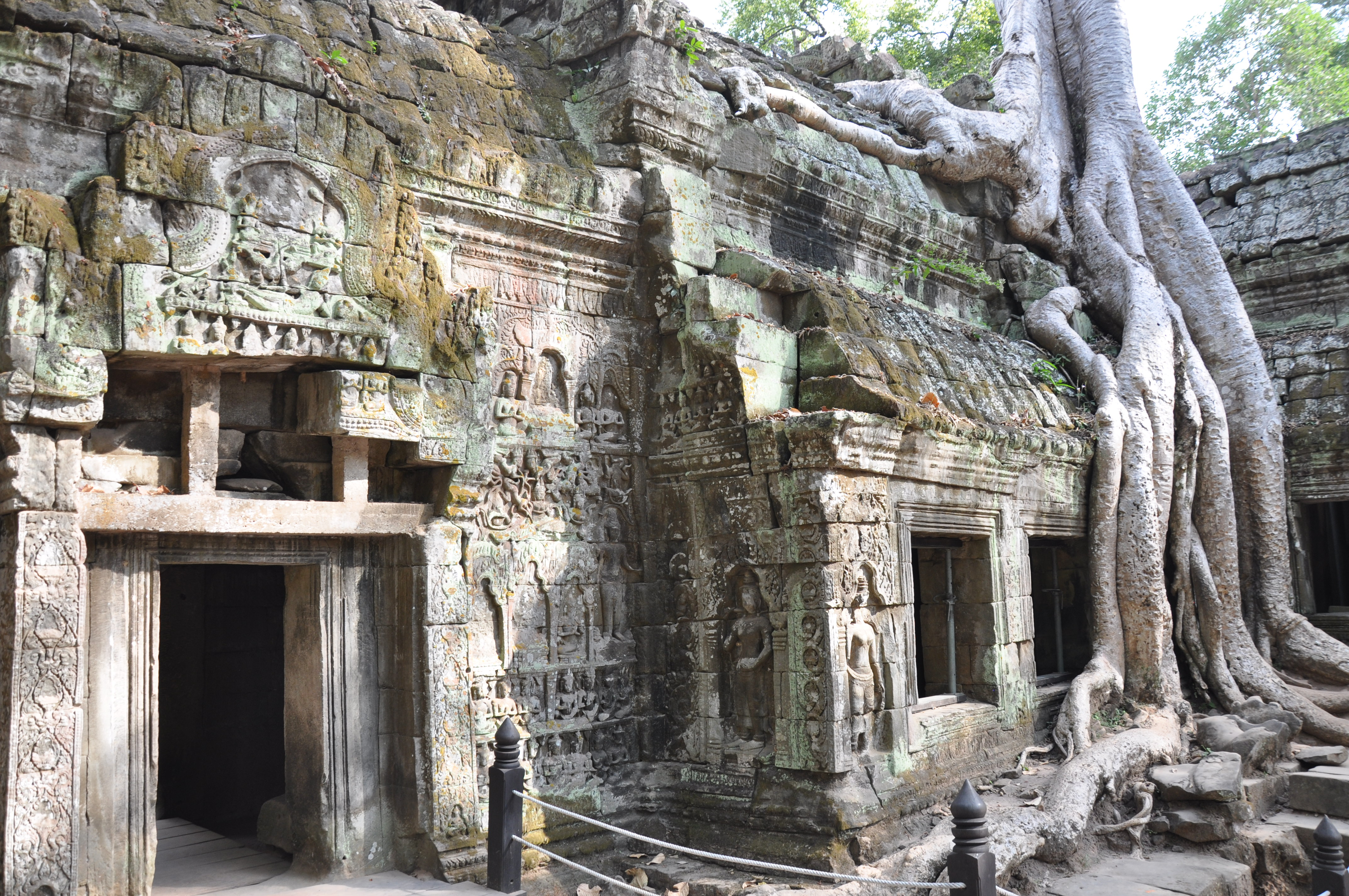
Ta Prohm
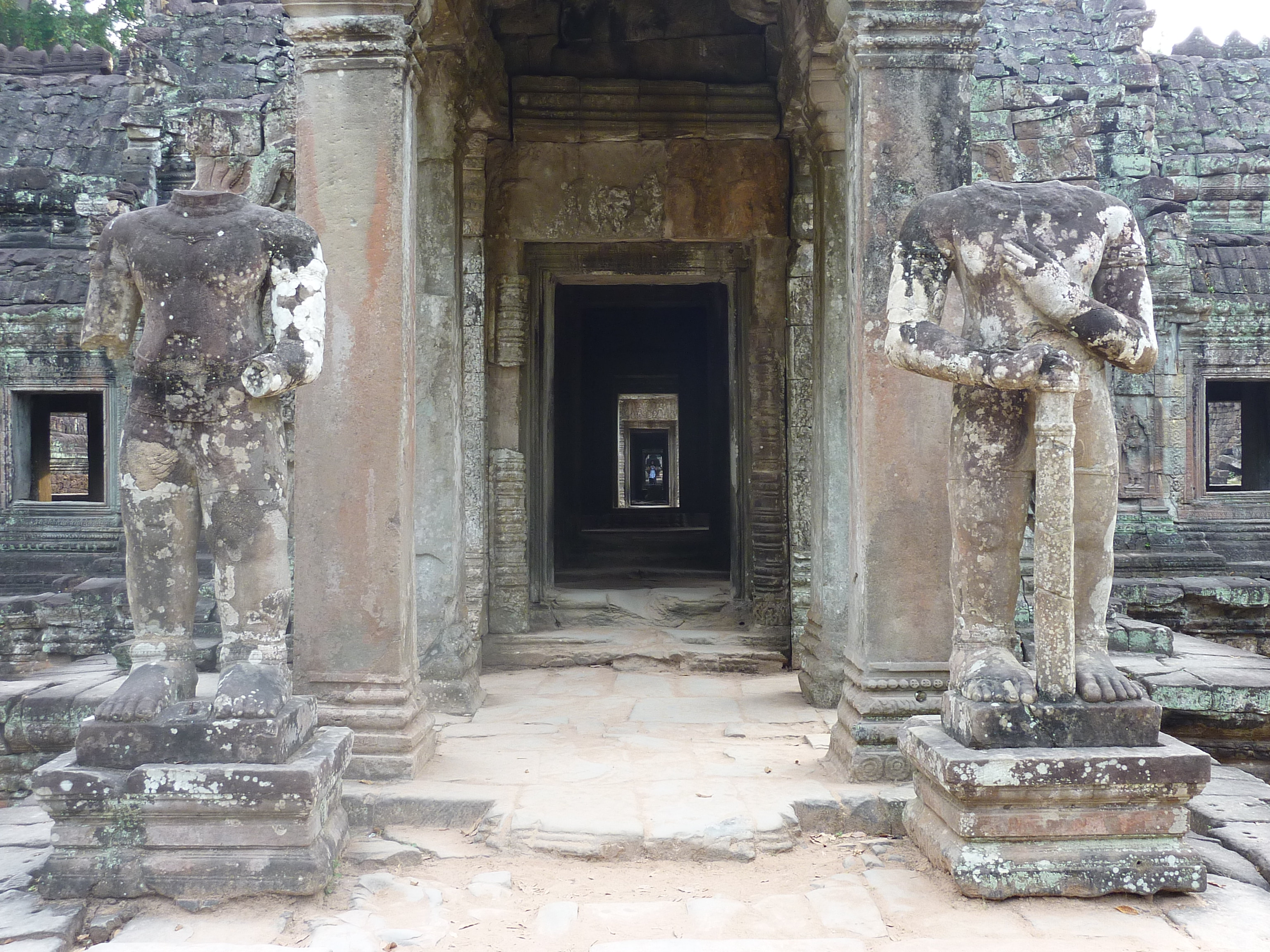
Preah Khan, ingresso
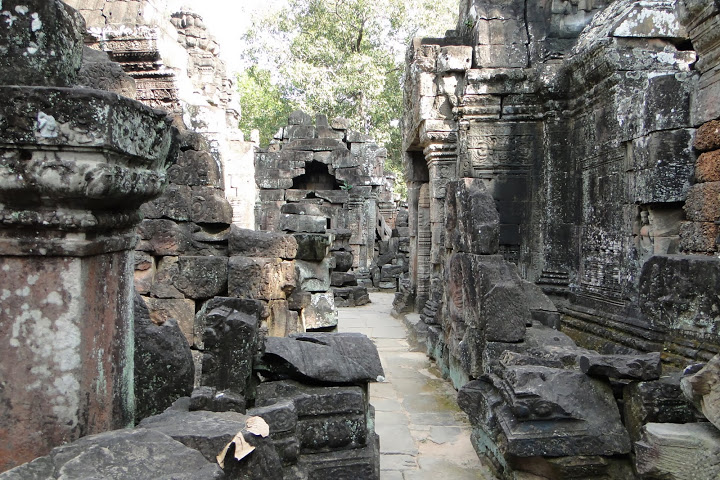
Ta Som

Angkor Thom è l'ultima capitale edificata ad Angkor, costruita a cavallo della fine del XII secolo. Le sue mura quadrate in laterite alte 8 metri, di circa 3 km di lato, racchiudono un'area di 145,8 ettari e sono circondate da un fossato ampio 100 metri. Ospitava il sovrano, l'élite religiosa e militare e i funzionari del governo, mentre la popolazione comune viveva al di fuori. Mercanti e visitatori stranieri, come Zhou Daguan, la definivano una città opulenta.
L'imponenza e rilevanza della struttura chiusa di Angkor Thom persuase molti studiosi a cercare tracce di strutture simili ad essa precedenti. Goloubew ad esempio investigò largamente sulla capitale di Yasovarman negli anni trenta. Finora però tutte le tracce che sono state via via proposte come possibili indizi dell'esistenza di vere e proprie cinte murarie precedenti hanno trovato interpretazioni conclusive diverse. Si ritiene generalmente che Angkor sia rimasta fino al regno di Jayavarman VII una struttura fondamentalmente aperta, senza delimitazioni formali, e che nel caso di Angkor Thom abbia giocato un ruolo importante il trauma causato dall'invasione Cham del 1177.
L'accesso avviene tramite cinque grandi strade rialzate che portano a grandi gopura, alti 23 metri e sormontati dalle caratteristiche facce in stile Bayon e da Indra che monta un elefante a tre teste. Quattro corrispondono alle vie principali che tagliano a metà la città lungo le direzioni cardinali. Il quinto, chiamato "porta della vittoria", si apre a est ed è allineato con il palazzo reale e le due terrazze ad esso prospicienti. Ai quattro angoli vi sono quattro piccoli santuari, chiamati tutti Prasat Chrung, le cui steli di fondazione hanno fornito informazioni preziose sul periodo.
La struttura ha evidenti significati simbolici e la capitale si pone come un microcosmo che rappresenta l'intero universo. Per le strade di ingresso sono state date diverse interpretazioni. Fiancheggiate da statue di dei e demoni (diversificati dall'atteggiamento: sereno da un lato, guerresco dall'altro) che hanno sotto di sé il corpo squamoso di un grosso naga la cui sommità a nove teste si apre alla fine del ponte, sono state correlate al mito induista dell'oceano di latte o al simbolo dell'arcobaleno, che unisce il cielo alla terra. Boisselier ha suggerito un'interpretazione basata sulla vittoria di Indra sui demoni, con le sculture in pietra a simboleggiare yakṣas a guardia di futuri attacchi a sorpresa.
L'enorme attività del suo costruttore Jayavarman VII si svolse secondo Stern in uno schema a tre fasi, caratteristico di diversi regnanti khmer a partire da Indravarman I. Nella prima edificò opere pubbliche, come le dharmasala, ponti e strade ed il proprio baray, lo Jayatataka, associato al grande tempio di Preah Khan, costruito secondo la tradizione sul luogo della vittoria sui Cham. Nella seconda fase costruì una serie di templi, dedicati ai propri progenitori divinizzati. Il primo fu il noto Ta Prohm, dedicato alla madre in forma divinizzata di Prajnaparamita, dea della saggezza e madre in senso metaforico dei Buddha. Jayavarman professava infatti il buddhismo Mahāyāna e lo impose come religione di Stato, promuovendo l'identificazione del sovrano nella figura di Lokeśvara. Seguì il Preah Khan, dedicato al padre. La terza fase culminò nella costruzione del "tempio-montagna" noto come Bayon (nome attribuitogli dai francesi nel XIX secolo, il suo nome originario era Madhyadri), centro ideale della nuova capitale, con le sue enigmatiche torri quadrate che riportano sui lati raffigurazioni enormi del volto di Lokeśvara. Caratteristiche dello stile denominato proprio Bayon, oltre che in diversi altri templi di Angkor Thom, sono presenti anche a Banteay Chhmar e nel Preah Khan Kompong Svay. Ricerche recenti hanno determinato che il loro numero, stabilito in 49 torri da Dumarçay (di cui 37 ancora erette), potrebbe arrivare a 59 contando quelle posizionate sulla galleria più esterna, secondo una disposizione inizialmente non considerata possibile. Leggermente scostato dal centro geometrico di Angkor Thom, caratteristica comune nell'architettura khmer, il Bayon dimostra in alcuni dettagli che l'attività edilizia di quegli anni fu talmente frenetica da impedire di raggiungere il grado di raffinatezza e precisione di costruzioni precedenti, sia dal punto di vista ingegneristico che artistico.
Dopo la frenesia caratteristica del regno di Jayavarman VII l'edificazione di templi in pietra diminuì notevolmente, limitandosi perlopiù a modifiche e interventi sugli edifici esistenti. L'ultimo tempio in pietra costruito ad Angkor risulta infatti essere il Mangalartha, inaugurato nel 1295 da Jayavarman VIII. Succeduto a Indravarman II, figlio di Jayavarman VII, riportò lo shivaismo al rango di religione di Stato, tanto che durante il suo regno si ebbero atti di iconoclastia su statue ed edifici di ispirazione buddhista. Nel XIV secolo il buddhismo theravada diventò però la religione ufficiale, ancor oggi dominante in Cambogia.
Alla fine del XIII secolo la capitale venne visitata dal diplomatico cinese Zhou Daguan, che vi soggiornò tra il 1296 e il 1297. Mosso da interessi commerciali a conoscere usi e costumi del popolo e della corte reale, ne lasciò un colorito resoconto, oltre a una descrizione della città al culmine del suo splendore, in cui spicca la grande "torre di bronzo", identificata con il Baphuon.

### Il declino

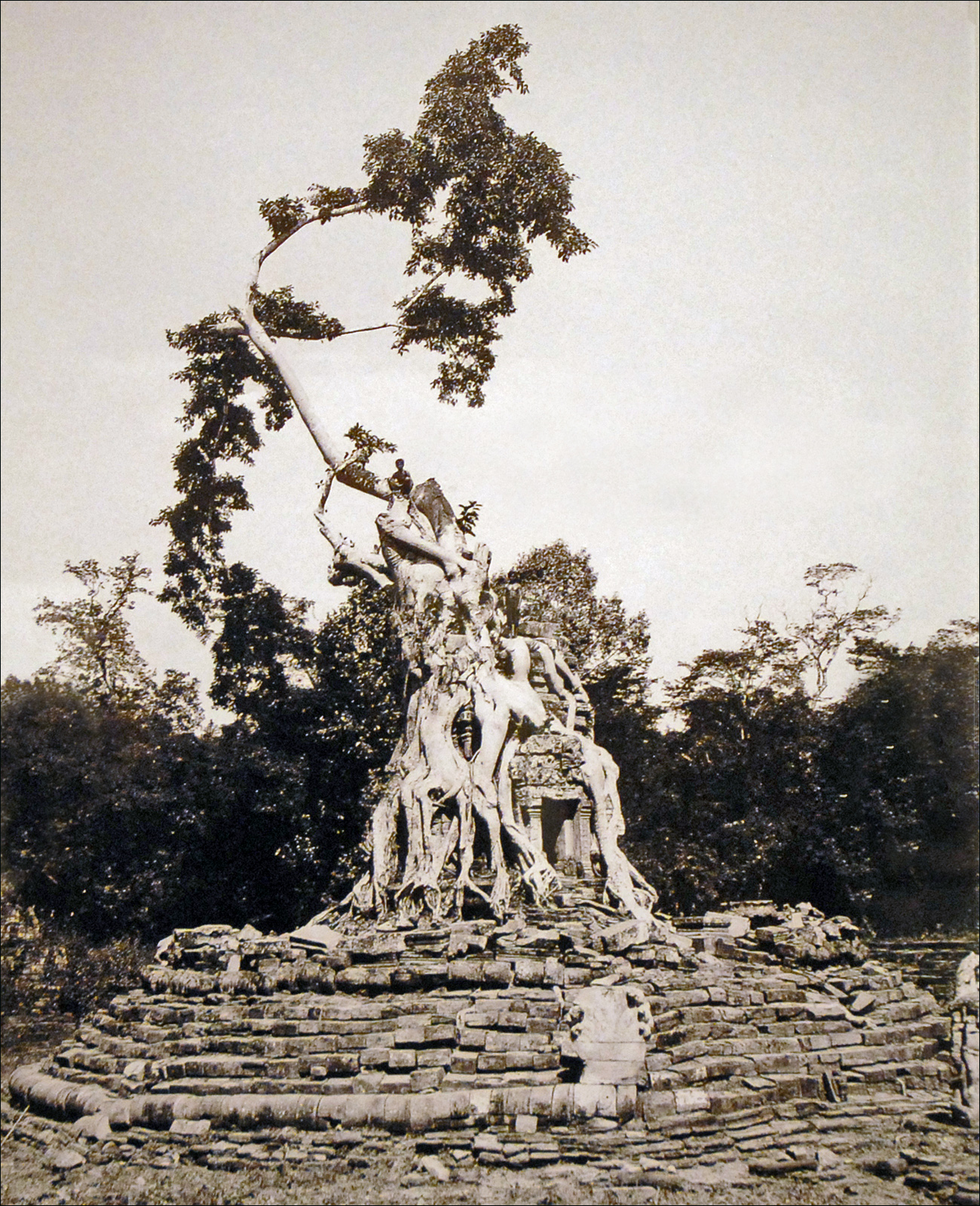
Il Neak Pean nel 1936, prima del restauro.

L'iscrizione in sanscrito K.300, che viene considerata quella incisa in epoca più tarda tra quelle ritrovate, menziona l'ultimo re sicuramente shivaita, Jayavarmādiparameśvara, salito al trono nel 1327. A ratificare un mutamento evidente nella diminuzione dell'attività e della qualità artistica, la fine del XIV secolo viene del resto talvolta definita già "post-angkoriana".
Nel corso del XV secolo Angkor conobbe un rapido e definitivo declino del suo peso politico e demografico, malgrado vi siano evidenze che ancora alla metà del XVI secolo venisse sottoposta a restauri e usata come sede reale.
L'ipotesi storiografica tradizionale attribuiva l'abbandono quasi esclusivamente all'espansionismo di Ayutthaya, con il quale i Khmer furono in conflitto semi-permanente dalla metà del XIV secolo, e al saccheggio avvenuto dopo un lungo assedio nel 1431, con un susseguente sprofondamento in un periodo buio, definito "medioevale". Oltre a ciò tra le cause della decadenza veniva pure menzionata la diffusione del buddismo theravada, sebbene tale religione fosse la stessa della potente Ayutthaya. Tuttavia ancora alla metà del XVI secolo i khmer apparivano in alcune occasioni abbastanza forti militarmente da contrastare con successo i thai, con i quali peraltro si erano stabiliti da tempo forti legami economici e soprattutto culturali, tanto che nel XIV e buona parte del XV secolo lo khmer fu probabilmente lingua ufficiale comune ad entrambi i regni.
Studi successivi hanno portato a considerazioni aggiuntive circa le ragioni dello spostamento del centro politico ed economico del regno nella zona dell'attuale capitale Phnom Penh. Ad esempio l'aumento del commercio marittimo cinese dell'epoca Ming e la necessità di migliori collegamenti con le zone costiere a seguito del rilievo assunto dai commerci rispetto alla produzione agricola. In tali commerci giocarono probabilmente un ruolo malesi e cinesi, che entrarono per via matrimoniale nelle famiglie dell'élite khmer, legando ancora di più i commerci alla corte reale.
La tesi di una decadenza determinata più da motivi ecologici che da eventi storici precisi, avanzata compiutamente da Groslier in un articolo pubblicato nel 1979, ha trovato riscontro in diverse ricerche a partire dalla seconda metà degli anni novanta. Lo sfruttamento eccessivo del territorio e la diminuita efficienza dell'apparato irrigativo (con una serie di conseguenze, tra le quali è stata ipotizzata anche la diffusione della malaria) avrebbero portato a una diminuzione della centralizzazione e del potere reale, con conseguente minor interesse e disponibilità di manodopera per la costruzione e manutenzione dei templi, nonché al rapido declino demografico-politico del sito.
Studi stratigrafici sui sedimenti dei baray e del fossato di Angkor Thom e su terreni adibiti a coltivazione hanno ulteriormente perfezionato l'ipotesi del dissesto ecologico, confermando che abbiano giocato un ruolo rilevante nel declino della "città idraulica" le variazioni climatiche avvenute tra la fine del XIV e l'inizio del XV secolo, legate alla fine del periodo caldo medievale.
In ogni caso il modello politico-economico angkoriano, comprendente il primato della casta sacerdotale induista, venne sostituito da nuove forme di organizzazione socioeconomica. Il fatto che Angkor si trovasse oltretutto in una zona scarsamente difendibile, lungo le naturali direttive di invasioni thai e contrattacchi khmer che si succedettero fino alla seconda metà del XVI secolo, poté ulteriormente contribuire allo spopolamento e all'abbandono quasi totale del sito.

## Storia recente

### La "riscoperta"
Le prime notizie su un'incredibile città di pietra celata nella giungla giunsero in Occidente verso la fine del XVI secolo, ad opera di portoghesi in fuga da Sumatra in seguito all'occupazione olandese. Il primo resoconto dettagliato in ordine di tempo fu opera di Diogo do Couto, che si ritiene abbia raccolto la testimonianza del frate cappuccino Antonio de Magdalena, che visitò Angkor attorno al 1585.

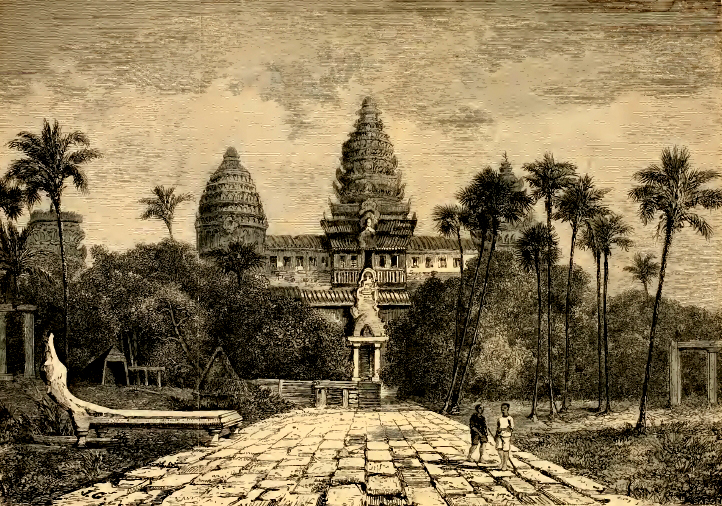
La facciata di Angkor Wat, disegno di Mouhot del 1860 circa

Nel 1601 Marcelo de Ribadeneira ipotizzò addirittura che le grandi costruzioni semiricoperte dalla giungla fossero opera di Alessandro Magno o dei romani. 46 anni più tardi le rovine di Angkor Thom, paragonate all'Atlantide di Platone, vennero fantasiosamente attribuite all'imperatore romano Traiano.
La grande città e i suoi templi restarono in buona parte nascosti dalla vegetazione fino alla seconda metà del XIX secolo, quando i resoconti di esplorazioni in maggioranza francesi, ma anche inglesi e statunitensi, portarono al grande pubblico il mito della "città perduta nella giungla" che affascinò generazioni di europei. Preminente in tal senso fu l'influenza dei racconti di viaggio di Henri Mouhot, che aveva ottenuto il supporto della Royal Geographic Society. Furono probabilmente i pregevoli disegni che illustravano Voyage dans les royaumes de Siam, de Cambodge, de Laos, pubblicato postumo causa la morte per malaria a Luang Prabang alla fine del 1861, a garantirgli il successo che non avevano avuto resoconti precedenti. Era stato infatti già pubblicato ad esempio Voyage dans l'Indo-Chine, 1848-1856 di padre Bouillevaux, un missionario francese che aveva visitato Angkor dieci anni prima (cosa accreditatagli da Mouhot stesso). Il francese del resto non si presentò mai come lo "scopritore di Angkor", appellativo che gli venne in seguito attribuito dalla stampa popolare. In realtà il sito era rimasto comunque in parte abitato e manutenuto. Angkor Wat era un monastero buddista oggetto di pellegrinaggio, visitato più volte nel XVII secolo da portoghesi e spagnoli.
Restano tracce persino di visitatori giapponesi nel XVII secolo: su un pilastro del secondo livello di Angkor Wat c'è un'iscrizione calligrafica che riporta la data del 1632 e la prima planimetria nota di Angkor Wat è opera di Kenryio Shimano, che visitò Angkor tra il 1632 e il 1636.
Caratteristica di Mouhot e di altri esploratori e visitatori fu l'attribuzione dei monumenti a una civiltà molto antica che non avrebbe avuto nulla a che fare coi moderni khmer, visti come miseri indigeni barbari, in un'ottica tipicamente colonialista. Del resto i locali stessi sembravano ignorare la storia delle costruzioni e attribuirle ad entità mitologiche. Sul finire del XIX secolo rilievi archeologici veri e propri, compiuti dal primo direttore dell'EFEO Louis Finot, e lo studio delle iscrizioni, ove spicca l'attività di Étienne Aymonier, chiarirono che i monumenti risalivano in realtà a pochi secoli prima ed erano sicuramente khmer.
Inoltre, sebbene le ultime iscrizioni in sanscrito risalgano alla prima metà del XIV secolo, sono stati documentati lavori di edificazione abbastanza estesi (ad esempio sulla Terrazza del Re lebbroso, sul Phnom Bakheng e attorno al Bayon) e di cura dei canali continuati fino al XVII secolo. Anche i bassorilievi di Angkor Wat dei corridoi a nordest furono terminati appena verso la fine del XVI secolo.

### Ricerca e restauro
Durante la dominazione francese vennero intrapresi innanzitutto lo studio e quindi anche il restauro dei monumenti. Nel 1907 la regione di Siem Reap venne infatti restituita dal regno del Siam alla Cambogia e la soprintendenza alla conservazione archeologica di Angkor venne assegnata all'EFEO. Il primo soprintendente di Angkor fu Jean Commaille, ucciso da rapinatori nel 1916, che aveva intrapreso la ripulitura di Angkor Wat e di parti di Angkor Thom, Bayon compreso.
Gli anni venti videro un grande sviluppo dell'attività turistica e di restauro. Dopo due anni e mezzo di lavori il Museo nazionale di Cambogia venne inaugurato il 13 aprile 1920. Creato a Phnom Penh da George Groslier, ai tempi era dedicato ad Albert Sarraut. Il 30 ottobre 1925 venne istituito per decreto del governatore generale dell'Indocina, Maurice Monguillot, il parco archeologico di Angkor, sebbene il numero di visitatori stranieri fosse ancora assai limitato. Sotto l'attiva guida di Henri Marchal vennero intrapresi lavori di scavo e restauro su scala più vasta, in buona parte con il metodo dell'anastilosi, continuati con Georges Trouvè e Maurice Glaize. Marchal operò per vent'anni, ritornando poi anche in tarda età a ricoprire nuovamente il ruolo di soprintendente. Non esitò ad attuare interventi radicali anche discutibili, utilizzando ad esempio il cemento. Nondimeno si evitarono crolli e deterioramenti ulteriori delle strutture. In diversi casi si badò tuttavia a mantenere quel certo alone di abbandono che contribuisce al fascino di Angkor. Ad esempio nel Ta Prohm le radici dei grandi alberi che abbracciano le opere in pietra vennero in buona parte risparmiate. Ciò però rende tuttora il mantenimento della struttura in qualche misura problematico.

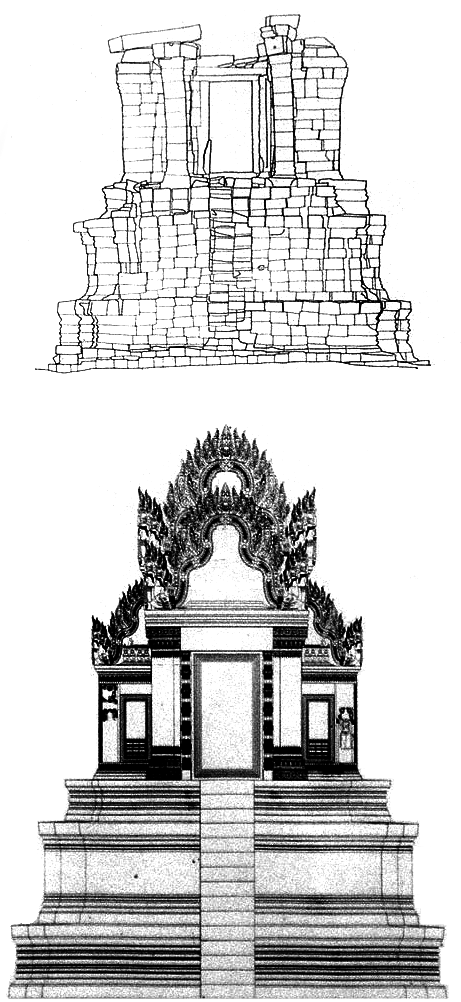
Diagrammi per il restauro della libreria ovest del Bayon

Dopo la prima mappa dettagliata del 1909, Marchal effettuò una mappatura più accurata negli anni venti. Creò inoltre delle strade di accesso pensate anche per l'uso turistico e pubblicò la sua Guide archéologique aux temples du Angkor nel 1928. Già nello stesso decennio vennero organizzati rilievi aerei, particolarmente adatti a rinvenire vestigia di grandi opere difficilmente apprezzabili dal basso nella vegetazione subtropicale. Negli anni trenta Victor Goloubew li usò estensivamente nel tentativo di provare le sue ipotesi sulla capitale di Yasovarman, con al suo centro Phnom Bakheng, identificato come il Vnam Kantal menzionato nelle iscrizioni. George Coedès iniziò a pubblicare nel 1937 le Inscriptions du Cambodge e una serie di saggi fondamentali nella storiografia dei regni khmer, basati sullo studio delle iscrizioni in sanscrito scoperte fino ad allora e il confronto con le cronache cinesi tradotte da Pelliot a inizio novecento.
Dopo la parentesi della seconda guerra mondiale e l'occupazione giapponese, l'opera dell'EFEO venne ripresa. Un notevole impulso alla ricerca archeologica venne dalla nomina a curatore di Bernard Philippe Groslier, figlio di George, già attivo nella ricerca archeologica nel sudest asiatico, che continuò e ampliò l'opera del predecessore Jean Laur dalla fine del 1959. In quel periodo aumentò notevolmente il coinvolgimento di personale cambogiano a tutti i livelli, non solo come manodopera. Malgrado dal 1970 la linea del fuoco corresse tra Siem Reap e Angkor, Groslier si sforzò di continuare i lavori, destreggiandosi tra le parti in conflitto e contando in larga misura su personale cambogiano. Nel gennaio 1974, dopo un ferimento ad opera di un giovane khmer, si risolse a partire definitivamente per la Thailandia. Col suo avallo, il Ministero della Cultura nominò come suo successore il primo Conservatore di Angkor cambogiano: Pich Keo. Il sito venne in parte minato dai khmer rossi, che comunque non danneggiarono i monumenti, dalla cui grandezza erano in qualche misura ossessionati, considerandoli in chiave nazionalista come un simbolo delle capacità del popolo khmer. Vi furono anche visite selezionate, come quelle di Ceaușescu nel maggio 1978.
I primi studiosi a tornare ad Angkor, malgrado l'incerta situazione politica, furono indiani. Un team di nove membri nel marzo 1982 eseguì infatti studi preliminari sullo stato di Angkor Wat e Bayon.
I lavori di studio e restauro ripresero però in misura apprezzabile solo dopo il ritiro delle truppe vietnamite del 1989. Nel 1991 Federico Mayor, direttore dell'UNESCO, visitò il sito, che l'anno successivo venne inserito tra i patrimoni dell'umanità. All'EFEO si unirono team giapponesi, dell'UNESCO e di altre organizzazioni, come il World Monuments Fund e il "German Apsara Conservation Project". Per coordinare i vari team e offrire supporto tecnico, nel 1993 venne creato lʾInternational Coordinating Committee for the Safeguarding and Development of the Historic Site of Angkor (ICC), guidato da francesi e giapponesi. Dal lato cambogiano, il governo ad interim creò con l'aiuto internazionale già nel 1992 la National Heritage Protection Authority for Cambodia (NHPAC). Nel 1995 per decreto reale venne costituito l'APSARA (Authority for the Protection and Management of Angkor and the Region of Siem Reap), con giurisdizione sul parco archeologico. A testimonianza del lavoro svolto, nel 2004 Angkor è stato rimosso dalla lista dei patrimoni dell'umanità che si trovano in stato di pericolo.
Angkor è oggetto di ricerche eseguite con tecnologie moderne dalla metà degli anni novanta. Nel 1994 sono stati raccolti dati a mezzo radar per una mappatura ad alta risoluzione della regione tramite lo Spaceborne Imaging Radar-C/X-band trasportato dallo Space Shuttle Endeavour. Tali dati sono stati integrati da un rilevamento AIRSAR del Jet Propulsion Laboratory nel 1996. Ciò ha permesso l'identificazione di strutture non visibili da terra e la formulazione delle ipotesi più aggiornate circa le dimensioni e la complessità della conurbazione di Angkor. Nel 2012 si è cominciato ad usare estensivamente il rilevamento laser tramite Lidar. Questo ha permesso di evidenziare con una precisione che non era ancora stata raggiunta sia l'estensione dei sistemi di gestione idrica ad altre zone (come Koh Ker e il Phnom Kulen) che altri elementi di Angkor, come i resti delle costruzioni non religiose, le cui tracce sono minime. I dati raccolti sembrano suggerire che la natura di Angkor non fosse quella di un unico centro altamente urbanizzato circondato da una vasta periferia rurale con densità demografica minore, ma che vi fossero diversi nuclei disseminati altamente urbanizzati in corrispondenza di diversi templi esterni al nucleo e al reticolato di canalizzazioni principale.

## Problematiche

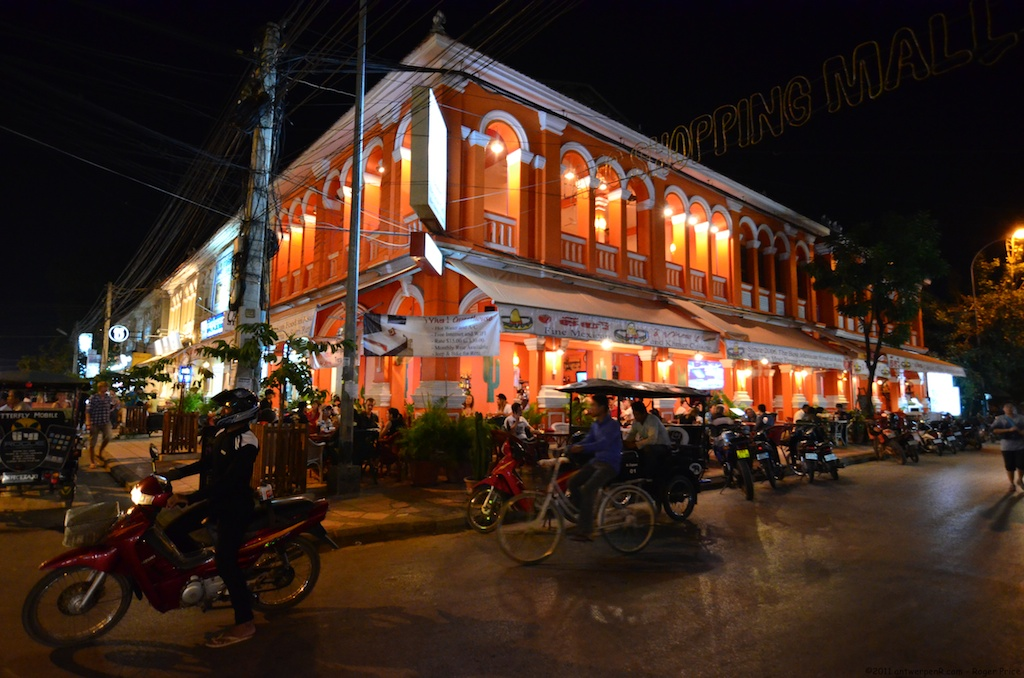
Vita notturna nella turistica Siem Reap

Grazie alla sua fama, Angkor è stata oggetto di numerosi progetti internazionali di conservazione e restauro a partire dall'epoca coloniale, sebbene con varie parentesi causa la travagliata storia cambogiana del novecento. Del resto i materiali di cui sono costruiti i templi tendono a deteriorarsi nel clima tropicale, sia per le loro caratteristiche (l'arenaria tende ad esempio a sfogliarsi) che per cause chimiche e biologiche (ad esempio i sali e i batteri contenuti nel guano dei pipistrelli che li abitano).
Con la fine della guerra civile negli anni novanta e il ripristino dei flussi turistici, uno dei pericoli principali per la salute dei monumenti di Angkor secondo gli esperti è costituito proprio dal massiccio afflusso turistico nella zona, che può causare danni diretti (danneggiamenti involontari e vandalismi) e indiretti. Ad esempio l'utilizzo eccessivo delle risorse idriche da parte delle strutture turistiche e dell'aumentata popolazione di Siem Reap potrebbe minare la stabilità del terreno.

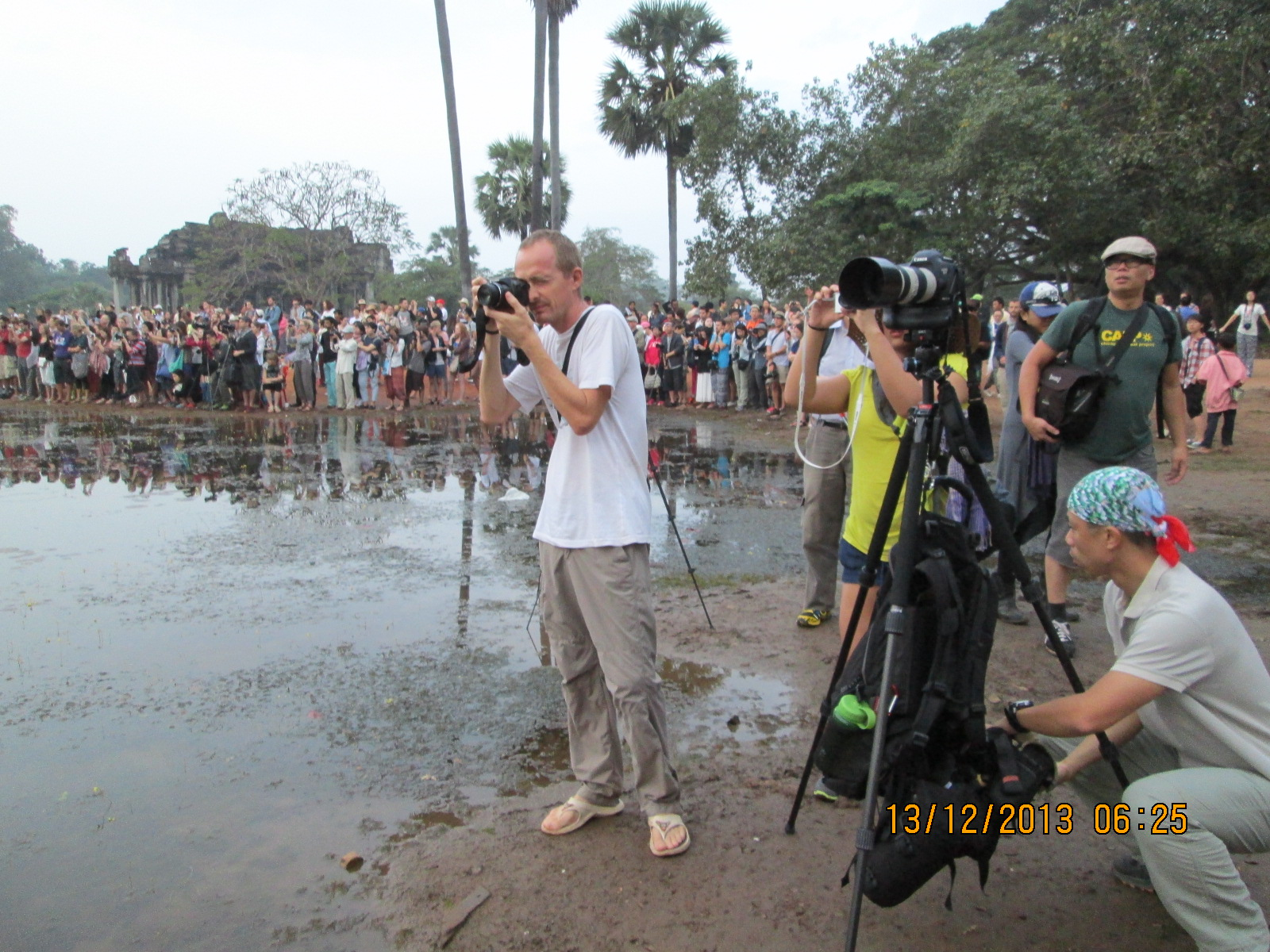
Folla di turisti in attesa dell'alba ad Angkor Wat

### Furti d'arte e vandalismi
Causa anche le travagliate condizioni politiche e l'estrema povertà della popolazione, il saccheggio dei monumenti e il traffico di beni artistici è storicamente un grave problema in Cambogia. Statue ed altri manufatti vennero sottratti del resto già ai tempi del saccheggio di Angkor da parte dei thai nel quindicesimo secolo. A Mandalay sono esposte delle statue di bronzo khmer sottratte a loro volta ai thai dai birmani nel saccheggio di Ayutthaya.
Famoso il caso che coinvolse nel dicembre 1923 un André Malraux ventitreenne. Egli asportò dei bassorilievi da Banteay Srei, sostenendo il suo diritto di farlo in quanto il tempio non era ancora stato classificato come bene archeologico e contestando il diritto esclusivo dell'EFEO a disporre dei manufatti khmer. Condannato a tre anni di prigione, grazie ad una campagna guidata dalla moglie con il sostegno di intellettuali francesi come Breton, Gide e Mauriac, venne liberato e ritornò a Parigi nel novembre 1924.
I templi più remoti e vicini al confine thailandese sono stati quelli in genere più saccheggiati nell'era moderna. Ciò non toglie che anche Angkor abbia subito danni rilevanti dal commercio illegale di opere artistiche o da semplici vandalismi. Ad esempio nel 1969 Groslier fece trasportare la nota statua del "re lebbroso" (che si ritiene essere una raffigurazione di Yama) al Museo Nazionale di Cambogia, sostituendola con una copia in cemento proprio per preservarla da vandalismi.

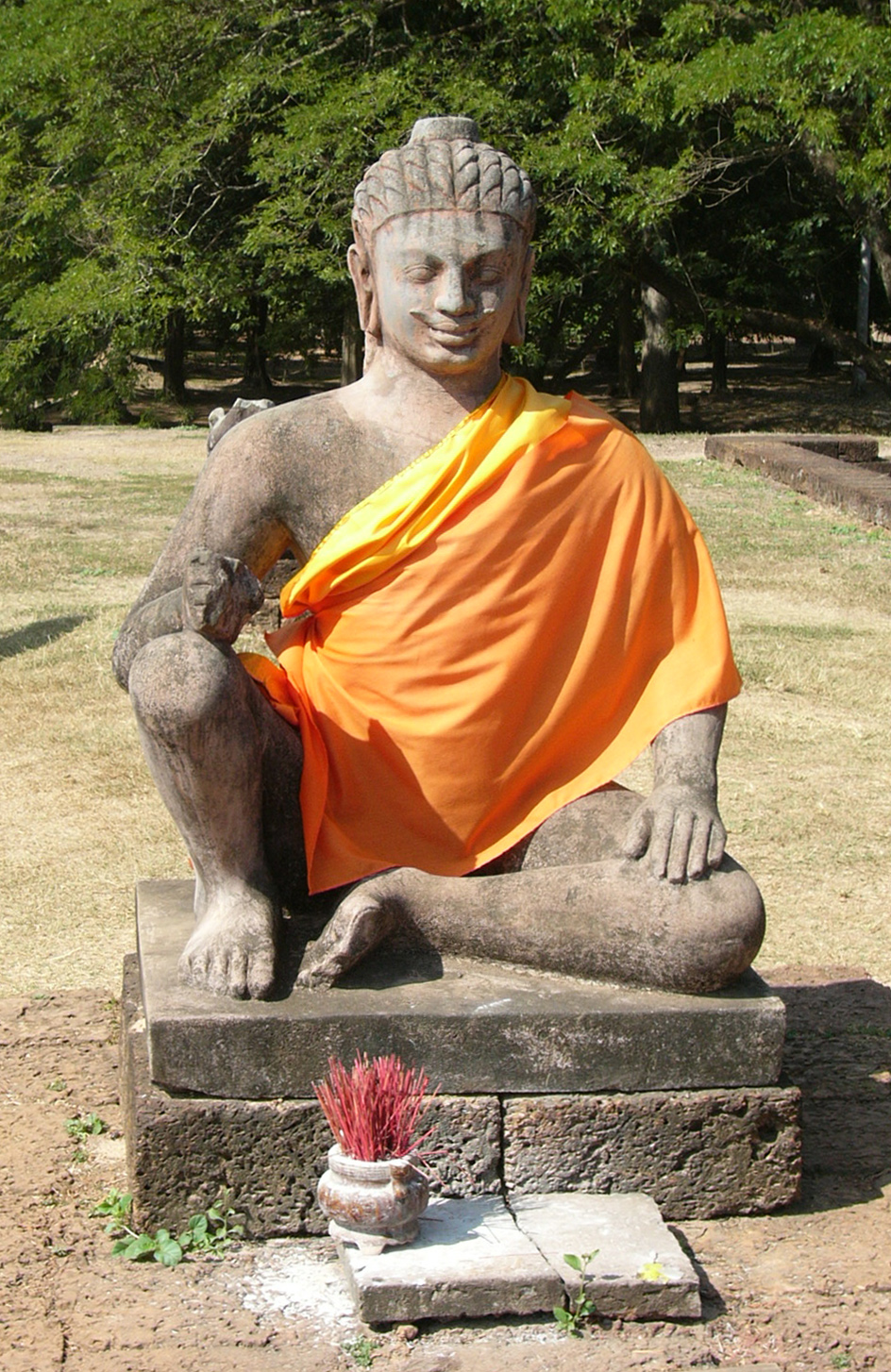
Copia in cemento della statua del "re lebbroso" che ha sostituito l'originale sulla Terrazza del Re Lebbroso.

Durante la guerra civile e l'occupazione vietnamita alcuni monumenti vennero danneggiati o mutilati per ottenerne parti da rivendere. I danni riportati durante il conflitto furono comunque tutto sommato minimi, in buona parte grazie al valore simbolico riconosciuto di Angkor. Nella confusione politica dei primi anni novanta però il traffico di opere d'arte riprese vigore: statue, frontoni e architravi scolpiti presero la via della Thailandia. A seguito della conferenza di Tokyo dell'ottobre 1993, dalla quale sorse l'ICC-Angkor, il governo cambogiano promulgò una legge apposita contro il traffico di opere d'arte e con l'aiuto della Francia e dell'UNESCO creò un'unita di polizia specializzata, con il risultato di ridurre ai minimi termini furti e vandalismi a danno dei beni artistici. Sono seguite inoltre iniziative per il recupero dei beni sottratti, come la pubblicazione di Looting in Angkor nel 1993 e nel 1997 da parte dell'ICOM ("International Council of Museum"), che riporta un inventario di opere rubate selezionate, catalogate dall'Interpol. Il buon successo di tali iniziative permise al Museo Nazionale di Cambogia di tenere nel 1999 una mostra di oggetti recuperati.

### Turismo di massa
Sul finire degli anni venti malgrado le difficoltà di accesso il sito cominciò a diventare un'attrazione turistica, inizialmente per un pubblico d'élite. Lo testimoniano l'apertura del Grand Hotel d'Angkor e lo sviluppo dell'originario villaggio di Siem Reap. Celebre la visita di Charlie Chaplin nel 1936.
La fine dei conflitti all'inizio degli anni novanta ha riportato ad Angkor il turismo di massa, con i relativi problemi di conservazione dovuti alla massiccia presenza di turisti, che nel 2007 ha superato i due milioni di presenze annue, in larga percentuale asiatici. Punto principale d'accesso resta Siem Reap, dotata di un aeroporto internazionale con oltre un milione di arrivi l'anno e di collegamenti con la Thailandia.

### Sfruttamento delle falde acquifere
Correlato all'incremento del turismo e del relativo sviluppo di strutture di accoglienza è lo sfruttamento delle falde acquifere che esso comporta. Diversi esperti hanno espresso preoccupazione per le conseguenze che ciò potrebbe comportare sulla stabilità del suolo sabbioso sul quale sorgono i monumenti di Angkor, anche perché la stagione di maggior afflusso turistico è quella secca.

## Cultura e religione
L'aspetto religioso di Angkor appare centrale. Strettamente legata all'organizzazione politica e ai fenomeni di centralizzazione politico-amministrativa che resero in buona misura possibile Angkor, la religione fu la fonte di ispirazione delle manifestazioni artistiche ed architettoniche khmer.
Caratteristica appare la coabitazione di templi induisti e buddisti. Nell'impero khmer vi fu infatti compresenza e tolleranza di culti diversi, benché quello shivaita appaia religione di stato per buona parte della sua storia. Già Yasovarman I, il fondatore di Angkor, costruì a sud del suo bacino artificiale templi dedicati al Buddha, oltre che a Viṣṇu e Śiva.
La compresenza di elementi riferibili all'animismo originario (ad esempio il culto di pietre sacre in cui si ritiene infuso uno spirito) e al culto degli antenati (Nak Ta) è tra i numerosi aspetti rilevabili di eclettismo e sincretismo religioso, peraltro tipici dell'intero sudest asiatico. Del resto essi caratterizzano la religiosità cambogiana anche in tempi moderni, come in altri paesi in cui è maggioritario il culto Theravada.
Pare i khmer non fossero granché interessati a questioni dottrinali, come testimonia la mancata fioritura di sette induiste e buddiste, caratteristica invece della penisola indiana. È probabile altresì venissero venerati, con rituali più semplici e altari costruiti in materiali deperibili, tutta una serie di divinità minori e spiriti il cui culto aveva tradizione ben più antica dei nuovi culti indiani. Maggiormente affini allo spirito religioso khmer, erano ritenuti più vicini alla quotidianità in quanto apportatori diretti di fortuna o sventura.
Alla base delle testimonianze oggi più evidenti della civiltà khmer vi è un processo socioculturale chiamato tradizionalmente dagli studiosi "indianizzazione", tutt'altro che chiaro e univocamente definito e ritenuto pressoché unico nella storia delle civiltà umane.

### L'indianizzazione

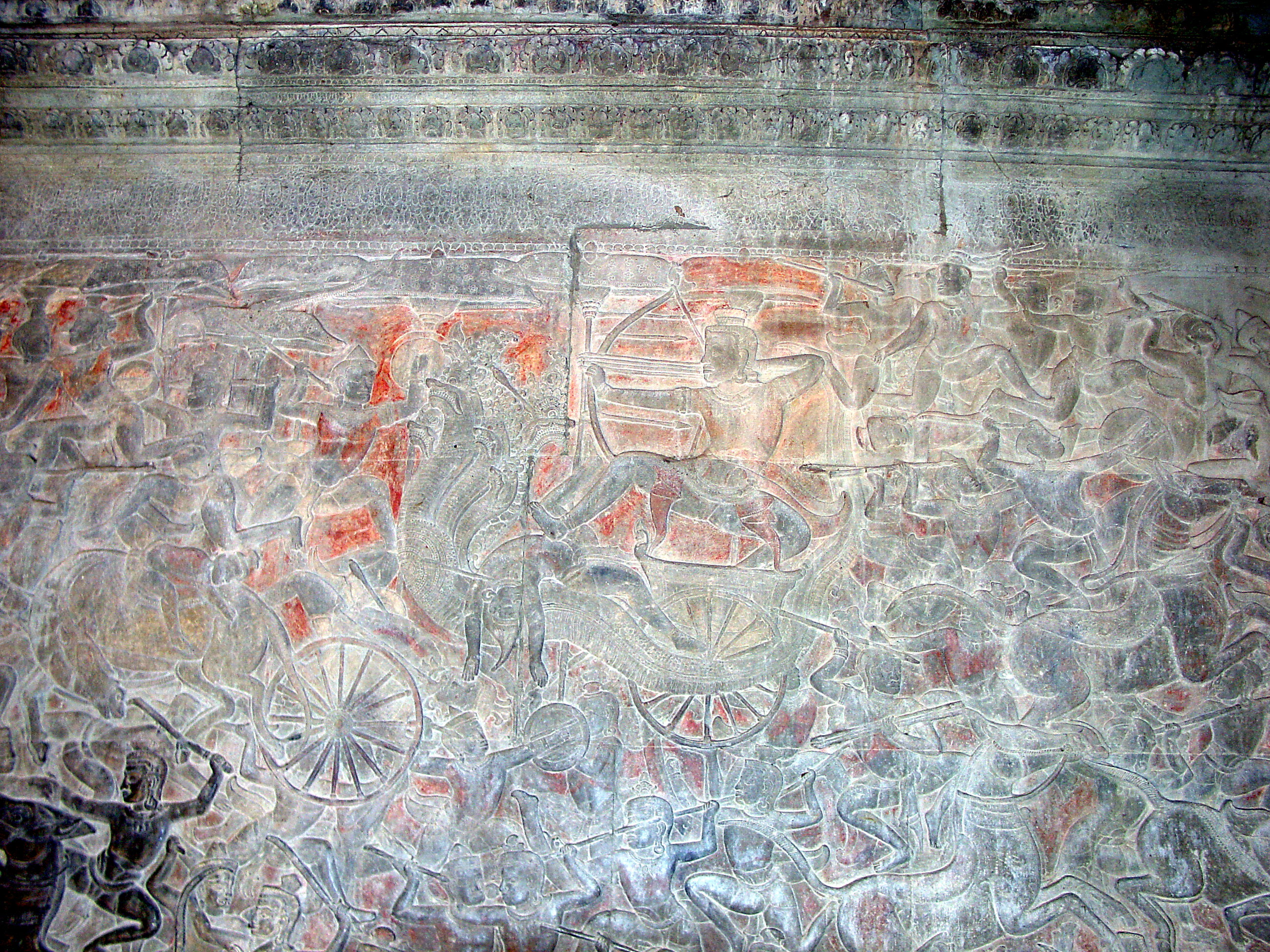
Battaglia tra Deva e Asura nei bassorilievi di Angkor Wat

Col termine "indianizzazione" (o "sanscritizzazione" o anche "arianizzazione") a partire dagli anni venti si è voluto delineare l'evidente adozione da parte di numerosi regni e culture sorti nel sud-est asiatico di religioni, mitologie e forme di espressione artistica estremamente affini a quelle indiane, come pure del sanscrito, delle leggi di Manu, di istituzioni e di un concetto di regalità tipicamente indiano.
Le modalità con cui un processo di tale vastità e complessità possa essere avvenuto sono state ampiamente dibattute: nel tempo si sono succedute o affiancate diverse ipotesi e il termine stesso ha subito diverse reinterpretazioni e critiche. Appare comunque certo che l'instaurazione di tali costumi fu pacifica, non imposta.
Si suppone tale processo sia cominciato verso l'inizio dell'era volgare, quindi in epoca pre-angkoriana, e sia durato 4-5 secoli. Vi sono indizi, come il ritrovamento di manufatti in vetro e perline, che rapporti quantomeno indiretti con la penisola indiana siano iniziati ben prima. Inoltre nei centri di artigianato costieri pare provata la presenza di artigiani indiani. Tuttavia è solo dal V secolo d.C. che l'utilizzo del sanscrito, di titoli onorifici e di sistemi di datazione indiani, nonché l'assorbimento di culti locali in una sovrastruttura induista e buddista, appaiono largamente diffusi. In Cambogia le si devono tuttora costumi caratteristici, come l'utilizzo di posate e dita per mangiare, che ad esempio la differenziano dal vicino Vietnam.
L'indianizzazione fu ritenuta un vero e proprio processo di civilizzazione, in cui i popoli locali erano grossomodo recipienti passivi, oltre che dai teorici della "Grande India", come Majumdar, dalla generazione di studiosi che si occuparono della decifrazione delle culture del sudest asiatico in epoca coloniale, tra i quali spicca Coedès, autore di Les états hindouisés d'Indochine et d'Indonésie. Vennero formulate ipotesi di evangelizzazione su larga scala da parte di bramini odi colonizzazione vera e propria da parte di gruppi di indiani, della casta dei mercanti o dei guerrieri. Tali ipotesi vennero riportate nelle sintesi di lavori precedenti come la monumentale A history of Southeast Asia di D.G.E.Hall.
Il concetto di indianizzazione venne sottoposto a una revisione critica nei decenni successivi da autori come Mabbett, che indicò anche l'opportunità di evitare la percezione della cultura indiana come un monolite omogeneo che gli appariva caratteristica dei sanscritisti. In realtà già autori contemporanei a Coedes come Paul Mus (Cultes indiens et indigenes au Champa, BEFEO, 33 (1933)) e Van Leur (Indonesian Trade and Society, The Hague, 1955) avevano criticato l'implicito eurocentrismo e le modalità interpretative colonialiste secondo le quali le preesistenti culture indigene sarebbero stati meri recipienti passivi del processo. Van Leur scrisse che gli elementi caratteristicamente indiani non erano altro che uno strato sottile sovrapposto alla preesistente cultura locale, mentre Mus ipotizzò una "cultura dei monsoni", in cui giocavano un ruolo preminente divinità ancestrali protettrici dell'agricoltura, su cui si sarebbero innestati gli elementi indiani.
Ipotesi successive, da Wolters in avanti, furono in ogni caso maggiormente centrate sulla rielaborazione endogena, interpretando l'indianizzazione come un cambiamento che ebbe le sue basi in culti e costumi preesistenti e la sua ragion d'essere in motivazioni locali, quali la creazione o il consolidamento di élite politiche, e mantenne carattere fondamentalmente autonomo. Non vi sono ad esempio evidenze dell'adozione effettiva del sistema indiano delle caste (varnas) (sebbene alcuni autori indiani abbiano ipotizzato una qualche sua forma di applicazione, anche per un uso politico che non troverebbe precedenti in India), né vennero adottate le prescrizioni alimentari del Manusmṛti, in quanto pesce e maiale venivano consumati, anche durante feste religiose.
Il dibattito trovò cornice politico-filosofica più ampia in considerazioni centrate sulla fondamentale autonomia o eteronomia della storia del sudest asiatico, in riferimento al tormentato secondo dopoguerra.
Generalmente si ritiene che un ruolo prevalente sia da attribuirsi agli scambi commerciali, probabilmente con le culture dvaravati e malesi più che direttamente con l'India, come testimoniato dai reperti correlati al Funan, e agli influssi delle popolazioni austromelanesiane fortemente impegnate nel commercio marittimo. Un rapporto comunque indiretto con culture e regni indiani è testimoniato dal fatto che mai i regnanti khmer si rivolsero direttamente a corrispettivi indiani per approvazione o aiuto, al contrario di quanto ad esempio successe tra Vietnam e Cina.
Il processo è riassunto da un mito fondatore, come in altri stati del sudest asiatico. Si tratta del matrimonio tra una principessa nāga e un principe straniero, il bramino Kaundinya, da cui sarebbe originato il popolo cambogiano. Viene riportato nelle cronache cinesi che parlano di Funan ed è un mito di origine indiana, cui è facile attribuire diversi significati altamente simbolici: unione tra natura e cultura, luna e sole e via dicendo, oltre al fondamentale ciclo delle acque cui sono collegati i naga. Il termine kambuja del resto appare già in un'iscrizione del IX secolo e i sovrani khmer basarono regolarmente la loro legittimità a governare su una vantata discendenza diretta dalla coppia mitica. Ancora alla fine del XIII secolo Zhou Daguan riportava del legame mistico tra il re khmer e uno spirito-guardiano serpente che si presentava in forma femminile, a garanzia dell'armonia del regno.

### Lo shivaismo e il culto devaraja

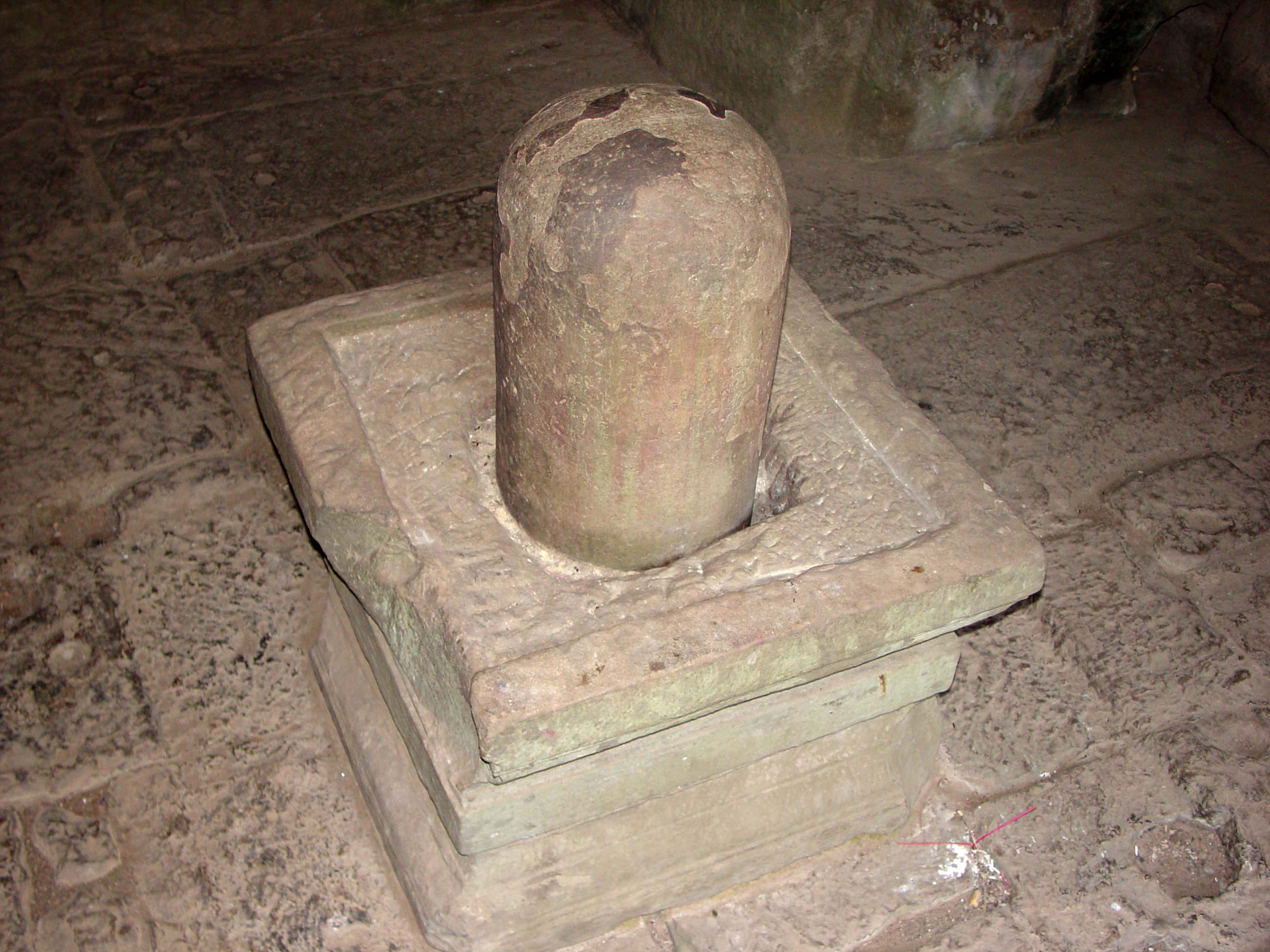
Linga nella galleria interna est del Bayon

Pur nell'eclettismo caratteristico khmer, testimoniato ad esempio dal culto di Harihara a Hariharalaya, ad Angkor fino al XII secolo assunse una rilevanza certa il culto shivaita. Furono infatti dedicati a tale divinità induista i templi principali di una lunga serie di regnanti, considerati veri e propri "templi di stato", che vi installavano un linga reale, come in Champa. Nelle iscrizioni i linga vengono citati con un nome formato da quello del regnante (o di suoi antenati) più il suffisso -īśvara, titolo di Śiva, secondo una consuetudine comune a diversi regni indianizzati dell'Indocina, ad ulteriore affermazione sacrale della legittimità del regnante, non essendoci all'epoca nozione di appartenenza ed obbedienza a uno stato impersonale.
La diffusione di tale culto, anche in senso devozionale oltre che strettamente politico (vista la relazione particolare del regnante con la divinità e il suo presentarsi come veicolo e canalizzatore delle energie spirituali delle terre che controlla), è stata correlata da Wolters alla presenza in terra khmer di asceti Pāśupata, testimoniata da iscrizioni del VII secolo in cui sono presenti invocazioni classiche di tale corrente, che ritiene Śiva l'essere supremo, di cui gli altri dei sono solo ulteriori manifestazioni.
Nell'iscrizione della stele di Sdok Kok Thom viene menzionato largamente il culto devaraja, di cui la stirpe sacerdotale di Sadaśiva, patrono del tempio, era officiante. Esso avrebbe legato Śiva alla persona del re, perciò divinizzandolo in vita. La rilevanza della stele come fonte primaria portò diversi sanscritisti ad esagerarne con ogni probabilità l'importanza, che in effetti non ha trovato conferma in scoperte e ritrovamenti successivi. Nei decenni successivi vari autori, a partire da Filliozat, Kulke e Mabbett ne hanno ridimensionato la possibile rilevanza effettiva, ponendo l'accento sul fatto che si trattasse di un oggetto che veniva spostato e ipotizzando una separazione di tale culto da quello del linga reale vero e proprio. Kulke, notando la presenza in templi induisti moderni di immagini di Śiva che, al contrario dei linga principali, vengono spostate (ad esempio in occasione di festività), ipotizzò che il devaraja fosse una raffigurazione sacra in bronzo, una sorta di palladio che il re custodiva con sé, nel palazzo reale. Probabilmente i riti ad esso associati erano mantenuti segreti e l'aura di mistero che lo avvolge ha contribuito a mantenere aperto il dibattito. Nel 2001 Hiram W.Woodward jr.ha ipotizzato ad esempio un legame tra il devaraja e il fuoco sacro, che veniva trasportato in un'arca, come visibile in un bassorilievo di Angkor Wat.

## Architettura e scultura

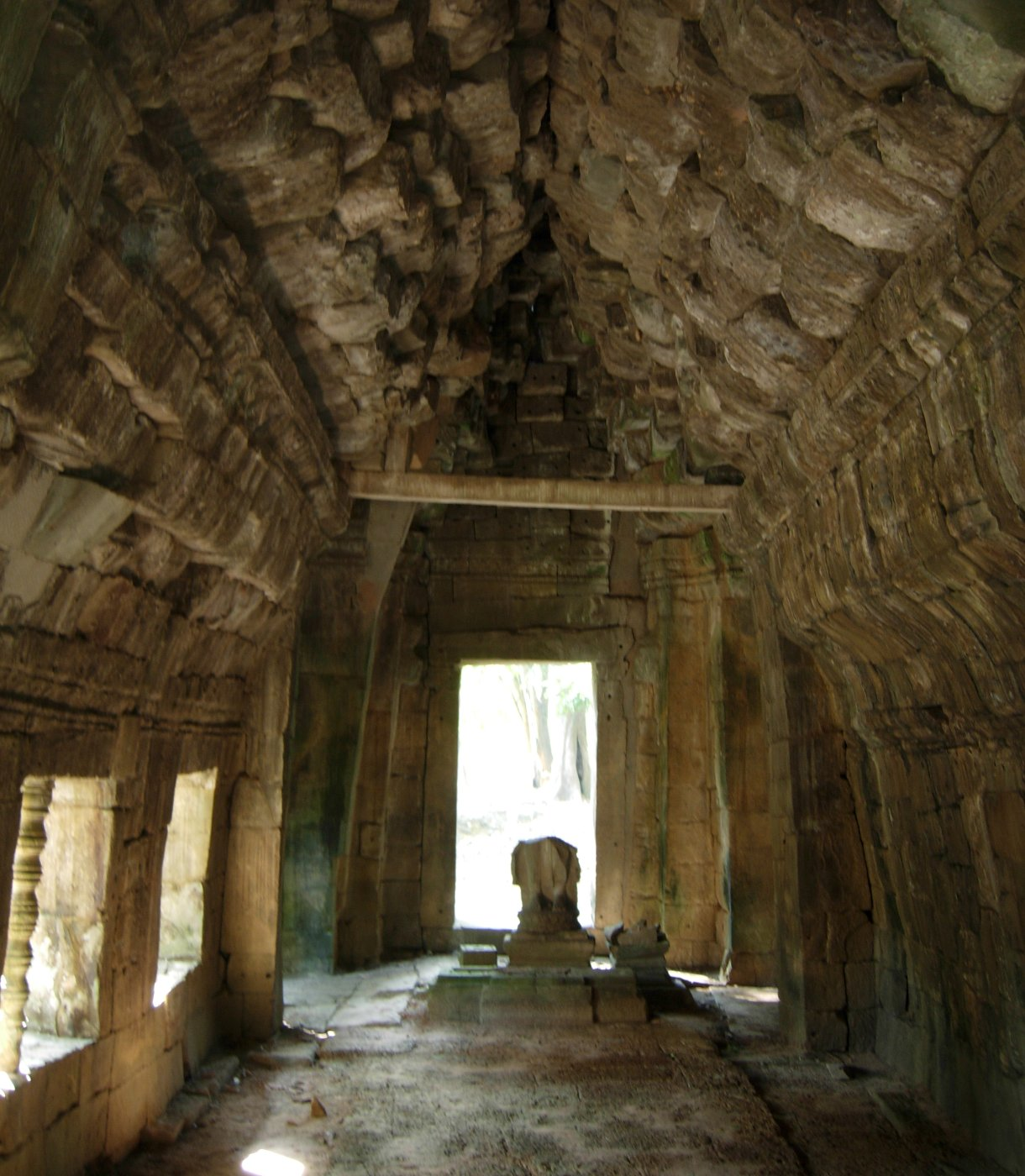
Galleria di Preah Khan a "falso arco".

Partendo dalla fondamentale ispirazione indiana, l'arte khmer trovò motivi espressivi originali, spesso condivisi con altre culture del sud-est asiatico. La stessa forma del "tempio-montagna" ad esempio è caratteristica della regione, dove compare nel V-VI secolo, e non trova espressione nelle culture della penisola indiana. Similmente nel campo della scultura diversi studiosi hanno rilevato che già nel periodo più antico in cui avvenne la cosiddetta indianizzazione si assiste alla diffusione di stili e modelli che non hanno un chiaro precursore indiano né dimostrano stadi di sviluppo paralleli alla cronologia stilistica indiana.
Il metodo costruttivo originario dell'intero Sud-est asiatico è il sistema pilastro-trave, legato all'utilizzo di materiali vegetali, primariamente legno e bambù per le strutture di sostegno e paglia o foglie per le coperture. I pilastri venivano conficcati a coppie nel terreno o in basamenti in pietra o mattone e i pavimenti spesso rialzati, per isolamento termico e protezione dalle inondazioni. Il tetto, elemento che godeva della massima visibilità, veniva realizzato a più livelli nelle strutture più grandi, in cui i pilastri anziché trovarsi agli angoli, come nella classica forma a capanna, erano interni. Vi era una forte componente animistica nell'associare i pilastri allo spirito dell'albero e nel caratterizzare come maschio-femmina la prima coppia di pilastri, spesso associandoli ad un antenato del rispettivo sesso. Tali forme antiche esplicano quindi una cosmologia originaria diversa da quella induista e buddista, che vi si sovrapposero nei primi secoli dell'era cristiana, assieme alla consuetudine tipicamente indiana di costruire edifici religiosi interamente in mattoni e pietra.
I khmer continuarono a costruire le abitazioni e gli edifici a uso civile (compreso lo stesso palazzo reale) in materiali deperibili, principalmente legno, e ben pochi resti ne sono sopravvissuti. Va inoltre tenuto presente che i templi khmer non erano deputati ad accogliere assemblee di culto. Edificati da re o aristocratici per accumulare meriti spirituali, erano destinati a dimora degli dei cui erano dedicati, nella forma di una raffigurazione (un linga o una statua) permeata dalla divinità, installata in una stanza centrale di dimensioni ridotte. Ad esempio il santuario centrale dell'Angkor Wat misura solo 4,6 per 4,7 m. In molti casi un singolo tempio poteva ospitare una moltitudine di santuari secondari e raffigurazioni divine, spesso aggiunte in seguito, in special modo dal regno di Jayavarman VII in avanti. Ad esempio Preah Khan originariamente ne ospitava 400 e ne furono poi aggiunte altre. Alcuni templi induisti furono successivamente adattati a templi buddisti mentre altri, come Ta Prohm, lo furono fin dall'origine.
La struttura di base dei templi angkoriani del periodo classico è basata sulla cosmografia induista. La torre o tempio centrale (prasat) è in ogni caso dominante ed è spesso elevata su una terrazza o in cima a una piramide, nel caso del tempio di stato. Rappresenta il monte Meru, centro del mondo dove risiedono gli dei. Spesso è fiancheggiata da altri quattro torri minori, nella disposizione a quinconce. Le recinzioni quadrangolari, presenti nella forma più semplice fin dai templi preangkoriani di Sambor Prei Kuk, rappresentano le montagne che lo circondano e il fossato spesso presente simboleggia l'oceano.
Considerazioni gerarchiche oltre alla distribuzione geometrica caratterizzano anche il tipo e la posizione degli elementi decorativi. Il tempio centrale è infatti decorato in modo più vasto e ricco, mentre mano mano che ci si allontana dal centro le decorazioni diminuiscono.
Il ritrovamento di sarcofagi in diversi templi ha fatto ipotizzare già negli anni trenta che si trattasse anche di monumenti funerari, in special modo nel caso di Angkor Wat. Si ipotizza del resto che il corpo del re venisse cremato, con cerimonie simile a quelle di cui si hanno riscontri più avanti, tipiche anche del Siam, che facevano parte della trasmutazione reale in divinità. A distanza di decenni la funzione precisa e il modo in cui venivano utilizzati i templi rimangono però in gran misura ignoti e non si può escludere tale utilizzo.
Caratteristica peculiare di Angkor è la presenza di vasti bacini idrici (baray e srah), dighe che fungevano anche da strade soprelevate, fossati e canali, molti dei quali oramai disseccati. È oramai accettato che tale vastissimo apparato, studiato nella sua complessità solo negli ultimi decenni grazie a tecniche moderne di rilevamento aereo e spaziale, svolgesse funzioni diverse: rituali, di controllo delle fasi di inondazione e di distribuzione dell'acqua in funzione irrigativa vera e propria, per quanto tale funzione pratica venga da diversi studiosi ritenuta minoritaria. A volte al centro del bacino idrico, su un'isola artificiale, è collocato un tempio, come nel caso dei due mebon e del Neak Pean.

### Stili
Gli studiosi hanno lavorato a lungo a una periodizzazione degli stili angkoriani, con un percorso parallelo a quello eseguito sulle iscrizioni. Ci vollero decenni, a partire dalla fine del XIX secolo, per arrivare a una datazione considerata sufficientemente affidabile dei monumenti. Lo stile viene indicato col nome del tempio che primariamente lo identifica e al quale sono stati comparati altri allo scopo di individuare il periodo storico di appartenenza.
- Stile "Preah Ko" (877-886)
dal nome del più antico tempo sopravvissuto di Hariharalaya, capitale precedente Yasodharapura, noto per la bellezza degli architravi.
- Stile "Bakheng" (889-923)
dal primo tempio-montagna di Angkor.
- Stile "Koh Ker" (921-944)
la parentesi del regno di Jayavarman IV.
- Stile "Pre Rup" (944-968)
la restaurazione di Angkor al ruolo di capitale ai tempi di Rajendravarman.
- Stile "Banteay Srei" (967-1000)
il tempio omonimo, seppure di piccola scala e costruito da un aristocratico di corte anziché da un regnante, costituisce un punto di riferimento per il livello delle decorazioni.
- Stile "Khleang" (968-1010)
le linee sobrie, la mancanza di decorazioni esterne e i caratteristici architravi con un kala o makara centrale caratterizzano questo stile, cui appartengono anche Ta Keo e Phimeanakas.
- Stile "Baphuon" (1050-1080)
dal massiccio tempio montagna che impressionò Zhou Daguan alla fine del XIII secolo e il cui lunghissimo restauro è finito nel 2011. Esso individua uno stile caratteristico, in particolare per la dinamicità, seppur naive, dei suoi pannelli a bassorilievo.
- Stile classico o "Angkor Wat" (1080-1175)
dal nome del maggiore e più noto dei templi di Angkor, espressione massima e considerata appunto classica dell'arte khmer. Altri templi nello stesso stile nell'area sono Banteay Samré e Thommanon.
- Stile barocco o "Bayon" (1181-1243)
tempio emblema del grande e frenetico programma di costruzioni di Jayavarman VII. Vi appartengono diversi grandi templi anche in altre sedi, come Banteay Chhmar.
- Stile "post-Bayon" (1243-1431)
espressione tipica ne è considerata la Terrazza del Re lebbroso, con raffigurazioni a bassorilievo di danzatrici, re demoni e nāga ricche di dinamismo.

### Materiali

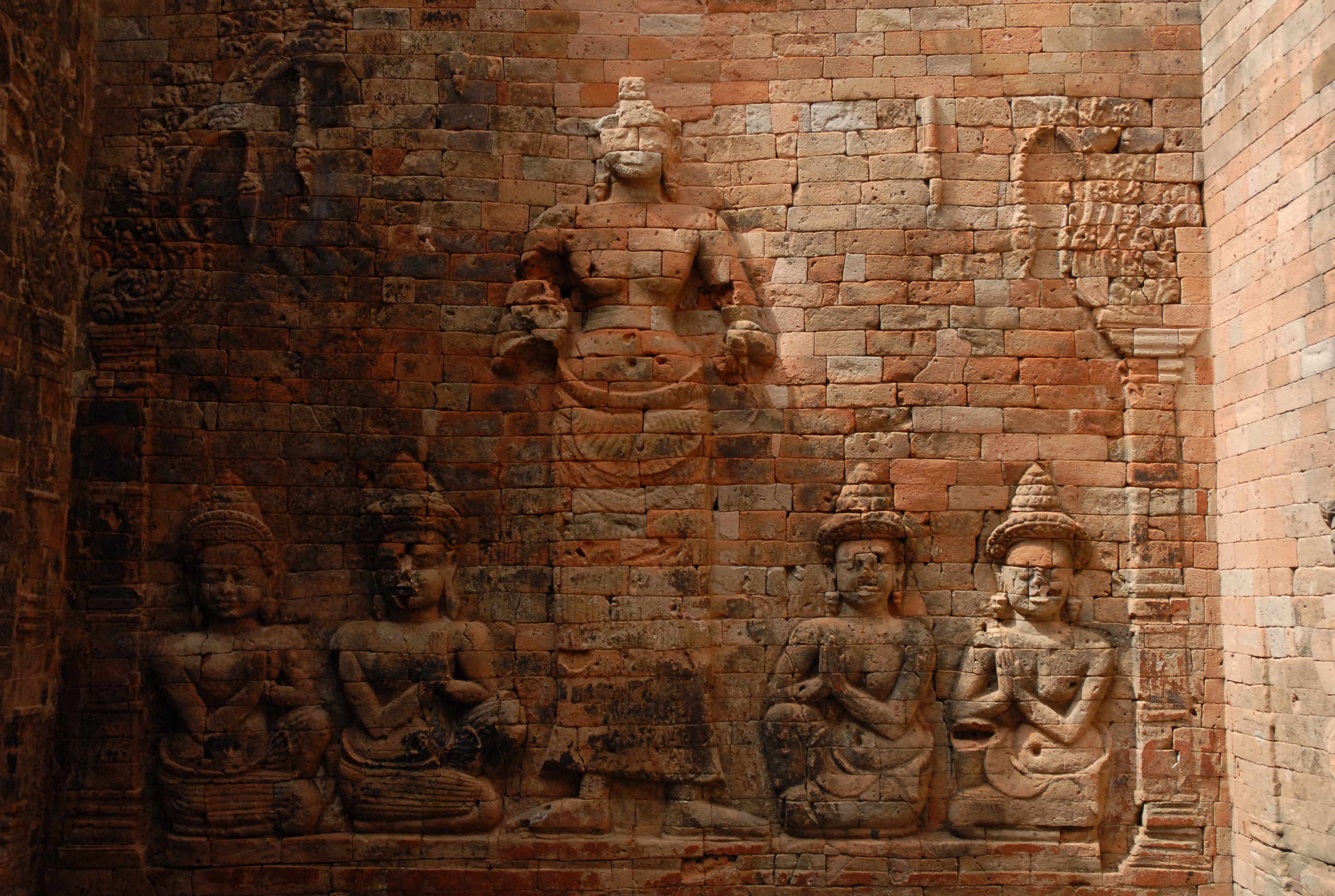
Lakshmi scolpita sui mattoni, interno di Prasat Kravan.

Vi è una continuità architettonica, oltre che storica, con i precedenti regni khmer Chenla. I templi più antichi di Angkor sono infatti costruiti di mattoni, come quelli di Sambor Prei Kuk. Al posto della comune malta veniva utilizzato un composto vegetale che garantiva una maggior compattezza estetica. In alcuni casi, come nel Prasat Kravan, le superfici in mattoni venivano lavorate. Più comunemente esse venivano ricoperte di stucco lavorato, di cui restano solo tracce, e dipinte a colori vivaci. Pigmenti sembra fossero del resto applicati in genere a tutte le superfici. Ancor oggi i bassorilievi di Angkor Wat riportano tracce dei vivaci colori (rosso, bianco, oro) di cui erano ricoperti, sebbene non sia chiaro se siano stati presenti sin dall'origine o aggiunti successivamente. Sono state trovate tracce di pittura anche a Preah Khan e Neak Pean.
Lo stucco utilizzato era composto di una calce ottenuta da sabbia e conchiglie, argilla (anche proveniente da termitai) e leganti vegetali quali il tamarindo e lo zucchero di palma. Per garantire una miglior adesione, nelle pareti di mattoni e nella pietra venivano praticati dei fori (visibili ad esempio nel Mebon occidentale) o un'abrasione superficiale. Vista la deperibilità, è certo che già all'epoca gli stucchi venissero restaurati con una certa frequenza e ne sono sopravvissuti pochi tratti, a testimoniare l'alto livello artistico ed esecutivo raggiunto, più che ad Ankgor stessa nel gruppo di Roluos.
L'arenaria, materiale pesante e dall'estrazione onerosa, che doveva essere trasportato dalle lontane cave del Phnom Kulen probabilmente per via fluviale, venne inizialmente riservato alle sculture e a particolari di pregio degli edifici, di solito altamente lavorati, come gli ingressi, le false porte, gli stipiti e gli architravi. In particolare per queste ultime veniva di solito usata un quarzo-arenaria molto fine.
Un'arenaria molto fine (grovacca), di origine vulcanica, veniva utilizzata per le sculture interne dei santuari già in epoca pre-angkoriana. Ha la caratteristica di presentare una superficie molto liscia, di colore grigio scuro o verde scuro. Nei secoli XI e XII (periodo del Baphuon e dell'Angkor Wat) per opere scultorie veniva solitamente usata un'arenaria molto fine ricca di feldspato. Durante il regno di Jayavarman VII, periodo Bayon, venne usata un'arenaria fine ma immatura, ricca di inclusioni vulcaniche.
Solo dalla fine del X secolo i Khmer furono comunque in grado di costruire templi interamente in arenaria, il primo dei quali sembra fu Ta Keo. Mano a mano che aumentava la richiesta, ne venne usata di qualità spesso inferiore. L'utilizzo dell'arenaria poneva diversi problemi strutturali, visto che ad esempio tende a sfaldarsi, soprattutto se utilizzata in un verso che non è quello di sedimentazione. Tuttavia ben si confaceva all'uso del falso arco (o più propriamente volta incorbellata) caratteristico dei templi khmer e in genere del sud-est asiatico. Inoltre si tratta di una pietra facile da lavorare in superficie. Tale caratteristica permise ad esempio la stupefacente ricchezza di dettagli raggiunta nei pannelli a bassorilievo che ornano l'Angkor Wat.

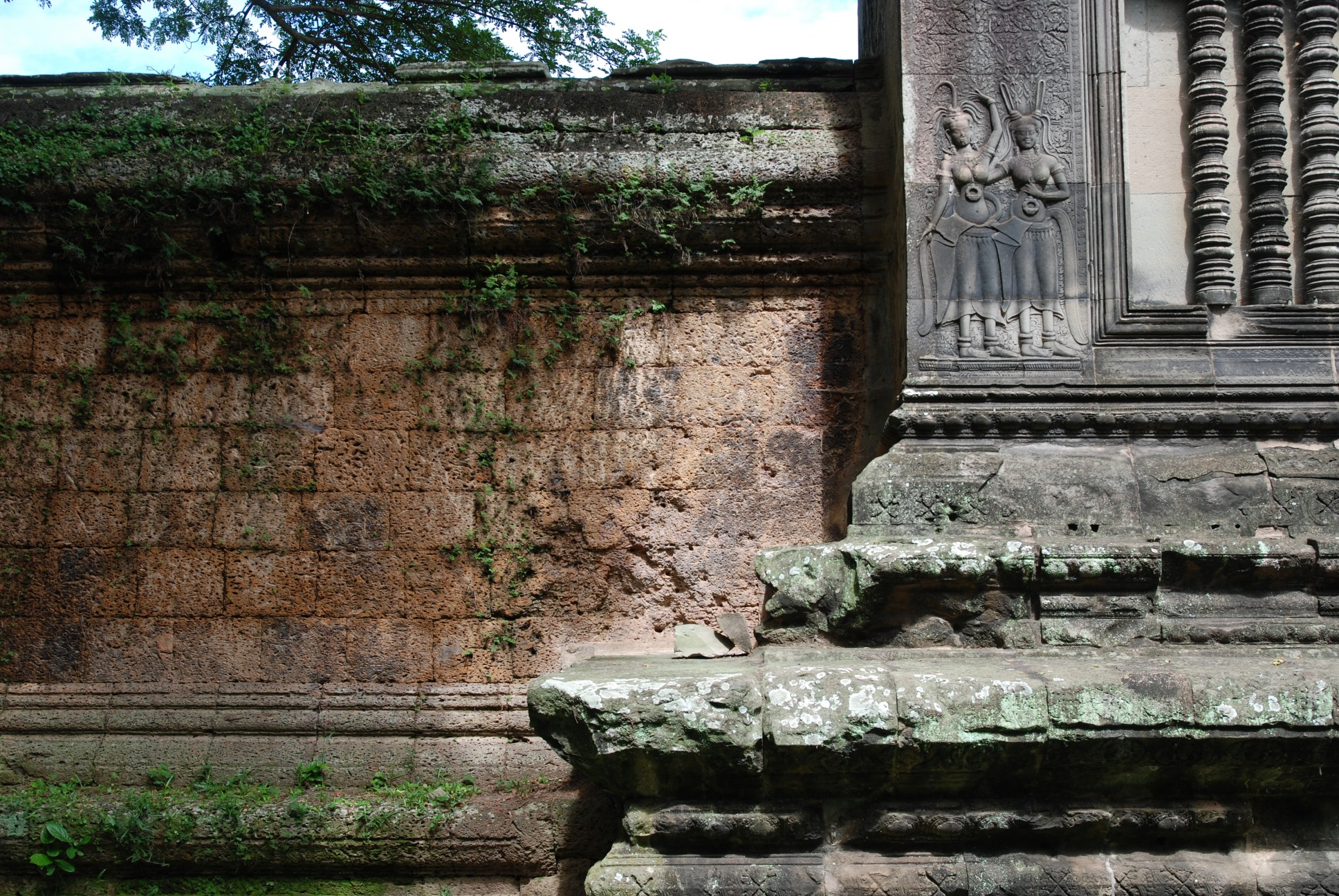
Recinzione di Angkor Wat: a sinistra laterite, a destra arenaria lavorata come finta finestra.

La laterite, materiale ricco di ossidi di ferro relativamente abbondante in zona e piuttosto resistente una volta solidificata, veniva utilizzata per elementi destinati a non essere lavorati sulla superficie, come basamenti, recinzioni ed elementi interni di sostegno. La superficie bucherellata che presenta una volta induritasi con l'esposizione all'aria è infatti poco lavorabile e solo occasionalmente veniva intagliata a formare modanature. Di solito veniva ricoperta di stucco quando a vista. Trovò comunque uso più largo altrove che ad Angkor, ad esempio nei templi khmer in territorio thailandese. Dal XIII secolo compare con maggior frequenza in recinzioni e tetti, forse a causa di una richiesta troppo alta di arenaria o di una sua diminuita disponibilità.
Il legno veniva utilizzato per gli edifici non religiosi, a volte anche nei templi per la costruzione di tetti, celle o padiglioni, ed era comunque considerato materiale di pregio. Anche per la deperibilità aumentata dal clima subtropicale cambogiano, ne sono stati trovati solo dei resti e indicazioni del suo uso, ad esempio negli architravi nel terzo livello di Angkor Wat. Si può avere un'idea delle lavorazioni cui probabilmente veniva sottoposto dalle porte e balaustrate in pietra, modellate a somiglianza di quelle in legno.
Altri materiali utilizzati erano la ceramica e la terracotta, utilizzata per tegole di cui sono stati trovati resti. Ci sono diverse indicazioni circa l'uso di metalli in lastre come strato di copertura più esterno dei tetti di alcuni templi o per rivestire le pareti dei santuari centrali (come suggeriscono la mancanza di lavorazioni e dei fori regolari sulle pareti nel Preah Khan). Zhou Daguan riferisce di piastrelle gialle dall'aspetto vetroso che ricoprivano i templi e che il tetto del palazzo reale era ricoperto in piombo, come pure chiama il Baphuon "torre di bronzo".

## Angkor nei media moderni
I monumenti di Angkor sono stati ovviamente oggetto di molti documentari, ma anche luoghi di riprese cinematografiche. Angkor Wat compare ad esempio in Lord Jim, film del 1965.
Nel 2001 il Ta Prohm appare in Tomb Raider con Angelina Jolie. L'attrice, affascinata dalla Cambogia, vi svolgerà in seguito una vasta opera umanitaria.
Anche In the Mood for Love di Wong Kar-wai ha alcune scene girate ad Angkor.
In Transformers 3 è uno dei siti scelti dai Decepticon per il lancio dei loro pilastri.

## Frasi e termini khmer ricorrenti
Angkor"città", trascrizione khmer del sanscrito nagara
Banteay"cittadella" o "fortezza", utilizzato anche per templi circondati da mura
Baraybacino idrico artificiale
Eśvara o Iśvarasuffisso che indica il dio Śiva
Gopuratermine sanscrito che denota i padiglioni d'entrata
Jayaprefisso sanscrito (जय) per nomi propri, significa "vittoria"
Phnom"montagna"
Prasat"torre", usato genericamente come apposizione nei nomi moderni dei templi
Preahtermine che riferito a una persona significa "eccellente", utilizzato per cose o costruzioni nel senso di "sacro" (es.Preah Khan significa "spada sacra")
Srei o Srey"donna" (Banteay Srei significa "cittadella delle donne")
Ta"nonno", a volte più genericamente "progenitore" (Neak ta sta per "progenitori" o "spiriti ancestrali")
Thom"grande" (Angkor Thom, "grande città")
Varmansuffisso che sta per "scudo" o "protettore" (Suryavarman significa "protetto da Surya", il dio-sole)
Wattempio (buddista)

## I templi
L'area di Angkor comprende decine di grandi costruzioni, fra cui:

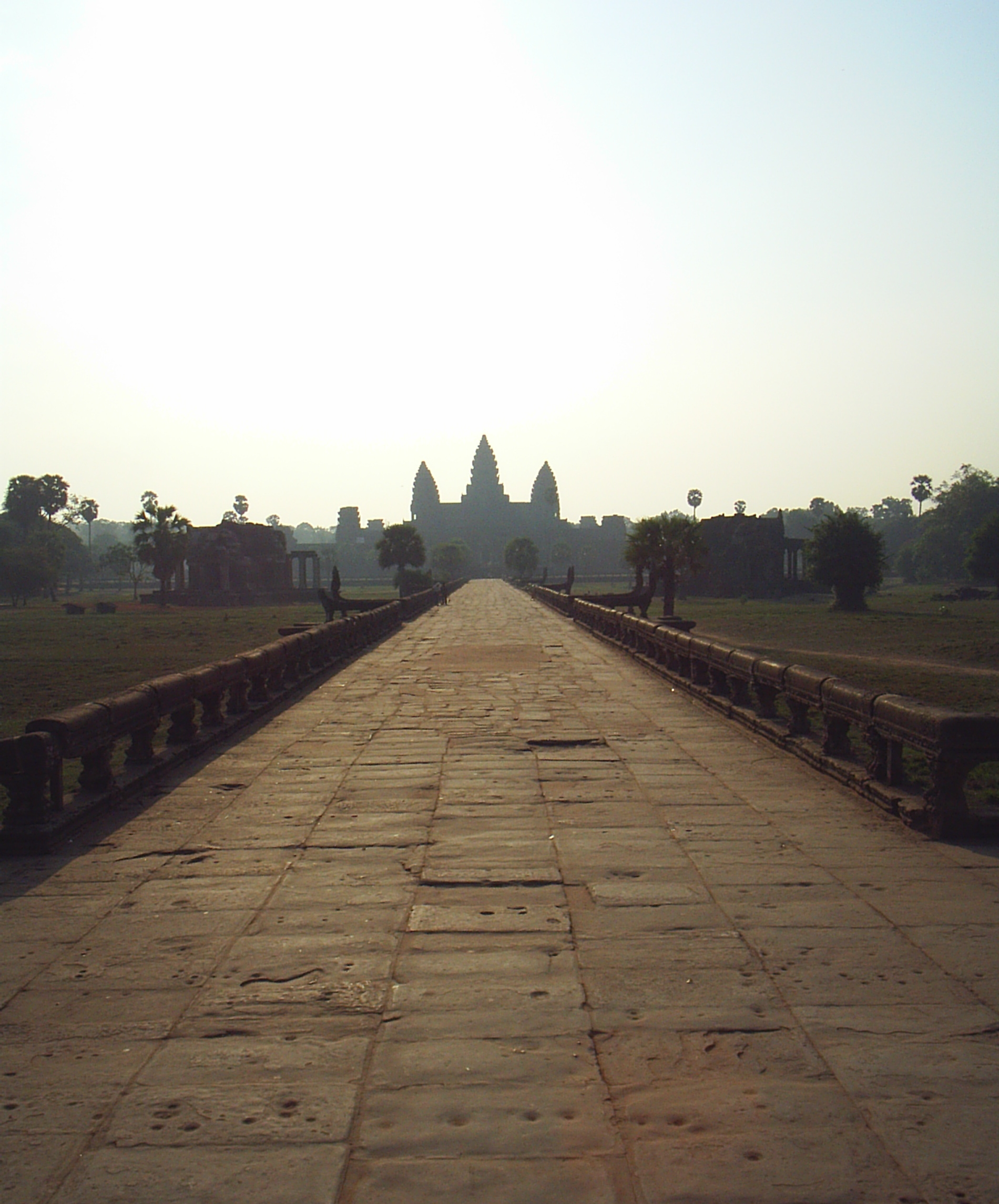
Il ponte naga ad Angkor Wat, fotografato al tramonto

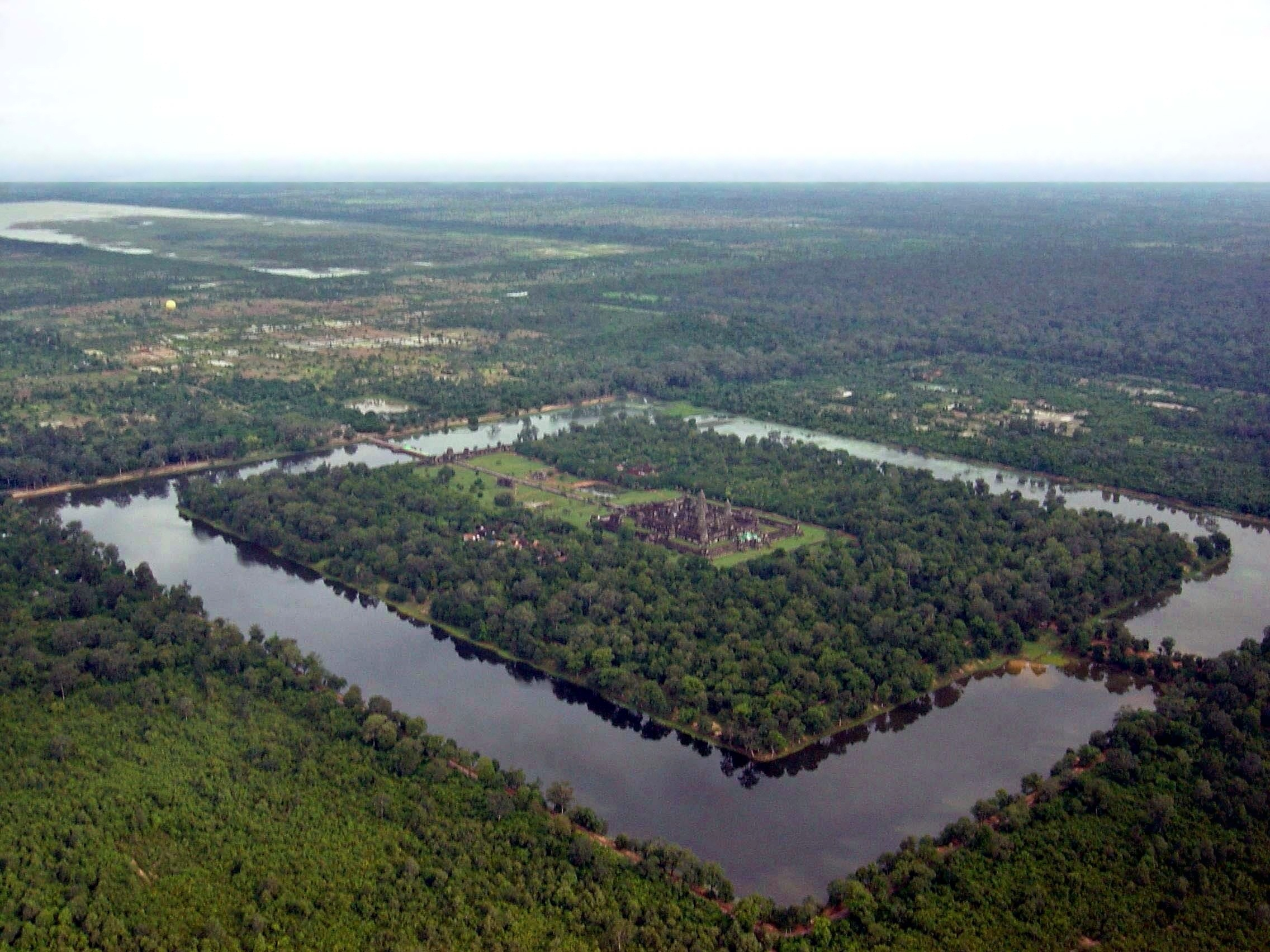
Una vista aerea di Angkor Wat

- Ak Yum
- Angkor Thom
- Angkor Wat
- Baksei Chamkrong
- Banteay Kdei
- Banteay Samré
- Banteay Srei
- Baphuon
- il Bayon
- Chau Say Tevoda
- Baray occidentale
- Baray orientale
- Kbal Spean
- i due Khleang
- Krol Ko
- Lolei
- Mebon occidentale
- Mebon orientale
- Neak Pean
- Phimeanakas
- Phnom Bakheng
- Phnom Krom
- Prasat Kravan
- Preah Khan
- Preah Ko
- Preah Palilay
- Preah Pithu
- Pre Rup
- Spean Thma
- Srah Srang
- Ta Prohm
- Ta Som
- Ta Keo
- Terrazza degli elefanti
- Terrazza del re lebbroso
- Thommanon

### Testi di interesse storico
- Étienne Aymonier, Le Cambodge. Le Groupe D'Angkor Et L'Histoire, Ernest Leroux, 1904.
- G. Coedès, Pour mieux comprendre Angkor, Paris, A. Maisonneuve, 1947
- (EN) George Cœdès, The Making of South East Asia, University of California Press, 1966, ISBN 978-0-520-05061-7.
- (EN) George Cœdès, The Indianized States of South-East Asia, University of Hawaii Press, 1968, ISBN 978-0-8248-0368-1.
- (EN) Maurice Glaize, The Monuments of the Angkor Group (PDF), a cura di Nils Tremmel, 2009  [1944].
- H. Mouhot, Viaggio Nei Regni Di Siam, Di Cambodge, Di Laos Ed in Altre Parti Centrali Dell'Indo-China, Nabu Press, 2012 (ed.italiana), ISBN 978-1-295-79572-7